# Nemo kapitány
A Nemo kapitány (Vingt mille lieues sous les mers, Húszezer mérföld a tenger alatt) Jules Verne 1870-ben megjelent, egyik leghíresebb tudományos-fantasztikus műve.
A regény 1869. március 20. és 1870. június 20. között jelent meg a Magasin d’éducation et de récréation 6-7. évfolyam 121–155. számaiban, Vingt mille lieues sous les mers címmel. Az első kötet 1869 októberében, a második 1870 júniusában jelent meg. A porosz–francia háború és a Párizsi Kommün eseményei miatt az illusztrált kiadás csak 1871. november 16-án jelent meg.
Valószínű, hogy Verne hamarabb fejezte be a művet, mint annak megkezdődött sorozatban történő közlése. Így történhetett meg, hogy a regény 1869-ben Vicente Guimerá spanyol fordításában megjelent Madridban, a Rey y Cía kiadónál megelőzve az első francia megjelenést. Ismert, hogy Guimerá és Verne állandó kiadója, Pierre-Jules Hetzel barátok voltak.
A szerző élete során tizennyolc kiadás ért meg a regény, ötvenezer példányban kelt el, ezzel a harmadik legnépszerűbb Verne mű (első a 80 nap alatt a Föld körül 151, második az Öt hét léghajón 83 kiadással). A könyv az egyik legtöbb nyelvre lefordított francia könyv.
A regény eredeti címének fordítása: Húszezer mérföld a tenger alatt. A húszezer mérföld a régi francia mérföld – 1 francia mérföld (lieu) = 4452 m illetve 
1 francia tengeri mérföld = 5564,9 m – esetén 89 040 illetve 111 280 kilométernek felel meg. A néhány magyar kiadás címében szereplő nyolcvanezer kilométerhez legjobb közelítést a ma is használatos tengeri mérfölddel (1852 m) történő váltás adja.

## A regény születése
A regényt Verne több éven át írta. Munkájában késleltette egy fizetős megbízás és a kiadójával vívott küzdelem a főszereplő származása, illetve a regény egyes epizódjai kapcsán.
Máig vitatott, hogy Louise Michel adta volna el Jules Verne-nek a regény alapötletét száz frankért. Lousie Michel egyike volt az első anarchistáknak, az anarchia nagyasszonyának is hívták kortársai. 1863 márciusában fekete zászló alatt tüntetett, ez az első ismert alkalom a fekete zászló anarchista alkalmazására. E szavakkal a kapitány kibontott egy fekete zászlót, amelynek közepébe aranyszállal nevének kezdőbetűje, egy “N” volt hímezve. – Nemo zászlója talán nem véletlenül fekete színű.
A regényt Verne már 1865-ben írta, erről tanúskodik a Sandtől kapott levél.  A regény munkacíme  Le Voyage sous les eaux (Utazás a víz alatt) volt.
Előkészítem a Víz alatti utazást is, a bátyámmal pedig az összes mechanikát megterveztük az expedícióhoz. Azt hiszem, áramot fogunk használni, de ez még nem teljesen eldöntött. – írta Verne Pierre-Jules Hetzelhez 1865. augusztus 10-én.
1866-ban Hetzel arra kéri Vernét, hogy vegye át a Franciaország és kolóniáinak illusztrált földrajza szerkesztését, mert az előző szerkesztő, Lavallée, elhunyt. Hetzel elkerülné a könyvsorozat kiadásának megszakadását. Verne ekkor épp a Grant kapitány gyermekei harmadik részén dolgozik, Hetzel határozott kérésére teszi félre a tenger alatti utazásról szóló művet és kezd hozzá az amúgy jól fizető munkához.
Úgy dolgozom, mint egy elítélt, képzelje el, kedves apám, hogy szótárt készítek! igen, komoly szótár !! Franciaország illusztrált földrajza. 10 cent fejezetenként. Az eset, dióhéjban. Théophile Lavallée kezdte a munkát. Megírta a bevezetőt. De haldoklik, és beleegyeztem, hogy folytatom a munkát, amely a nevem alatt jelenik meg, kivéve az említett bevezetőt. – írja 1866. január 29-én kelt levélében Pierre Vernének.
1867-ben meglátogatta a párizsi egyetemes kiállítást, ahol több mint négymillió emberhez hasonlóan megtekintette az első óriási akváriumokat, részt vehetett különös eszközök bemutatóin, amelyek lehetővé tették a víz alatti lélegzést.
Verne egyetlen, 1867-es amerikai utazása során felkereste a Campus Martius kiállítást. Itt ismerhette meg a Szuezi-csatorna tervét, az „Elektromos tündért”, valamint csúcstechnológiájú tengeralattjárókat és búvárruhákat. Szintén fontos epizód volt, hogy még 1862-ben Verne megtekintette az első nem emberi erővel hajtott Plongeur tengeralattjáró építését.
A regény írása során a legnagyobb vitát Nemo kapitány származása okozta az író és a kiadó között. Végül Hetzel akarata diadalmaskodott, Nemo származása ismeretlenné lett. Később, A rejtelmes sziget regényben Verne felfedte Nemo nemzetiségét.
Keményen dolgozom, de mint ön mondja, kedves Hetzel, 15 hónap absztinencia után az agyamnak meg kell szakadnia; annál jobb a Voyage sous les eaux számára; hosszú lesz, és megígértem magamnak, hogy a szívemet adom neki. De hogy őszinte legyek, sajnálom lengyelemet; megszoktam, jó barátok voltunk, ráadásul élesebb, őszintébb volt. – írta Pierre-Jules Hetzelhez 1867. július 29-én.
Jules Verne 1868 első hónapjaiban fejezte be a Franciaország és kolóniáinak illusztrált földrajza sorozatot.
Dühösen dolgozom. Jó ötlet merült fel bennem, amely a témából fakad. Ennek az idegennek már nem lehet semmilyen kapcsolata az emberiséggel, amelytől elkülönült. Már nincs a földön, nincs föld nélkül. A tenger elég neki, de a tengernek biztosítania kell mindennel, ruházattal és élelemmel. Soha nem teszi be a lábát egy kontinensen. A kontinensek és a szigetek eltűnnek egy új áradás alatt, amelyet ugyanúgy meg fog tapasztalni, és kérlek benneteket, hogy higgyétek el, hogy bárkája egy kicsit jobban lesz felszerelve, mint Noéé. Úgy gondolom, hogy ez az "abszolút" helyzet sok megkönnyebbülést fog adni a műnek. Ah! kedves Hetzel, ha hiányzik ez a könyv, nem vigasztalódnék. Soha nem volt még szebb téma a kezemben." Verne számos ötletét osztotta meg kiadójával, a ma ismert regény tanúja annak, melyek nyerték el Hetzel beleegyezését.
A mű végleges címét csak 1868 év tavaszán nyerte el. Verne korábban habozott, felmerült az Utazás a vizek alatt, a Húszezer mérföld a vizek alatt, a Huszonötezer mérföld az óceánok alatt, az Ezer mérföld az óceánok között végül a Húszezer mérföld a tengerek alatt mellett döntött. A húszezer távolságra és nem mélységre utal.
A kiadótól egyetlen javaslat érkezett, amelyet minden nehézség nélkül elfogadott. A könyv illusztrációin Nemo arcvonásait Charras ezredestől kölcsönözze. Az ezredes Hetzel barátja volt, aki köztársaságpárti kiállása miatt száműzetésben halt meg 1865-ben. Pierre Aronnax arcvonásai Jules Verne-t idézik, aki túl jóképűnek tartotta magát ahhoz, hogy modellként szerepeljen. A jól látható azonosság azonban erősíti azt a meggyőződést, hogy Nemo alakjában magát írta meg.
Hetzel más javaslatait Verne elutasította, Verne és Hetzel kapcsolata a kezdeti író-kiadó kapcsolatból lassan barátsággá alakult. Hetzel azt javasolta, hogy Verne tervezzen meg egy harmadik részt, ahol olyan jeleneteket is kidolgozhat, mint például Ned Land egyszer egyedül próbál menekülni – megközelít egy sziklát, egy sivatagi szigetet, majd elfogják, félholtan viszik vissza vagy kínai kalózok által vesztükre hagyott kínai emberek megmentése. Hetzel még azt javasolja Vernének, hogy legyen Nemo szökött rabszolga, aki üldözi a rabszolga-kereskedőket.
Az író hősében csak a vizek emberét látja, aki heves és magányos. Azt mondta nekem: a rabszolgaság eltörlése korunk legnagyobb gazdasági ténye. Oké, de nem hiszem, hogy ennek itt szerepe lenne. A John Brown-incidens tömör formája miatt fellebbezett, de véleményem szerint ez lekezelte a kapitány. Meg kell őrizni a homályt és nemzetiségét, személyét és okait, amelyek e furcsa létbe sodorták. Ráadásul egy Alabama vagy egy hamis Alabama eseménye elfogadhatatlan és megmagyarázhatatlan. Ha Nemo bosszút akart állni a rabszolgákon, akkor csak annyit kellett tennie, hogy Grant hadseregében szolgál ... Nemo kapitány számára ez valami más ...  – írta Pierre-Jules Hetzelhez 1869. május 17-én.

### Nemo származása
A regény kezdeti tervezetében a titokzatos kapitány lengyel nemes volt, neve Szlachta, akinek családját és hazáját az orosz erők lemészárolták az 1863-as lengyel januári felkelés során. Verne kiadója, Hetzel azonban ezt ellenezte. Egyik indoka a politikai bonyodalmak elkerülése volt, a könyv írásakor Oroszország és Franciaország szövetségesek voltak. Üzleti szempontból is károsnak tartotta az oroszellenességet: a könyv orosz kiadása ellehetetlenül. Végül kifogásolta Nemo erőszakosságát, az emberiség iránt érzett gyűlöletét.  
Tegyük fel ismét, hogy követjük a könyv első gondolatát: egy lengyel úr, akinek a lányait megerőszakolták, az asszonyát halálra korbácsolták, az apját pedig leszúrták; egy lengyel, akinek a barátai mind elpusztultak, nemzetisége az orosz zsarnokságának köszönhetően eltűnik Európából. Ha egy ilyen embernek nincs joga elsüllyeszteni orosz fregattokat, bárhol is találja őket, akkor a bosszú csak üres szó. Érvelt Verne Hetzelnek írt levelében.
Mint ismert, Verne engedett Hetzelnek, Nemo származását illetően. A Verne-szakértők egyértelmű véleménye, hogy az alábbi bekezdés az eredeti koncepció jegyében született és maradt a regényben:
Arcképek voltak, a történelem nagyjainak arcképei: csupa olyan férfiúé, aki egész életét valamely nagy eszme szolgálatába állította. Kit ábrázoltak e metszetek? Kosciuszkót, a lengyel szabadságharcost, aki a Finis Poloniæ fájdalmas kiáltásával bukott el, Botzarist, a modern Görögország Leonidasát, O’Connelt, Írország védelmezőjét, Washingtont, az Amerikai Egyesült Államok megalapítóját, Manint, az olasz hazafit, Lincolnt, akit egy rabszolgatartó golyója ölt meg, és az akasztófán lógó John Brownt, a négerfelszabadítás vértanúját, ahogy Victor Hugó félelmetes ceruzarajza ábrázolta.

### Verne a regényről 1902-ben
- Sokat jósoltál.
- Nem – felelte Jules Verne szerényen -, csak azokról a dolgokról beszéltem, amelyek léteztek vagy megvalósíthatók. Például tengeralattjárókat már jóval a Húszezer mérföld a tenger alatt előtt feltaláltak.
- Túl szerény.
- De nem ... biztosíthatom önöket ... egyszerű dolgot csináltam ... Célom az volt, hogy hasznos könyveket adjak a fiataloknak, hozzáférhető módon bemutatva a tudományt és a földrajzot. Kérjük, tegye hozzá, hogy könyveimben nincs házasságtörés. Ez a siker forrása.

### Verne a regényről 1903-ban
Az is elkerülhetetlen, hogy utaljak arra a tényre, hogy a fantasztikus fantasztikus találmányai közül sokan valóban találmányokká váltak. Itt a kedves Madame Verne egyetértett velem.
– Az emberek nagyon kedvesek, amikor ezt mondják. – mondta Jules Verne. Nagyon hízelgő, de valójában nem igaz.
– De Jules – szólalt meg Madame Verne –, és a tengeralattjáróid?
– Az sem az – mondta Verne, félreértve a hízelgést.
– De!
– De nem. Az olaszok hatvan évvel azelőtt feltaláltak tengeralattjáró hajókat, mielőtt megalkottam Nemo–t és az ő hajóját. Nincs kapcsolat a hajóm és a már meglévők között. Ez utóbbiak mechanikus úton működnek. Hősöm, a mizantróp Nemo, akinek semmi köze sincs a szárazföldhöz, hajtóerejét, az elektromos áramot a tengertől kapja. Ennek tudományos alapja van, mivel a tenger, mint a föld, elektromos erőtároló. De amíg ezt az erőt fel nem fedezik, addig nem találtam ki semmit.

## Tartalom
... a tenger ölén érdemes csak élni! A tenger ölén van csak igazi függetlenség! A tengerfenéken nincsenek urak és hatalmasok! A tenger alatt én szabad vagyok!
|  | Alább a cselekmény részletei következnek! |

### Első rész

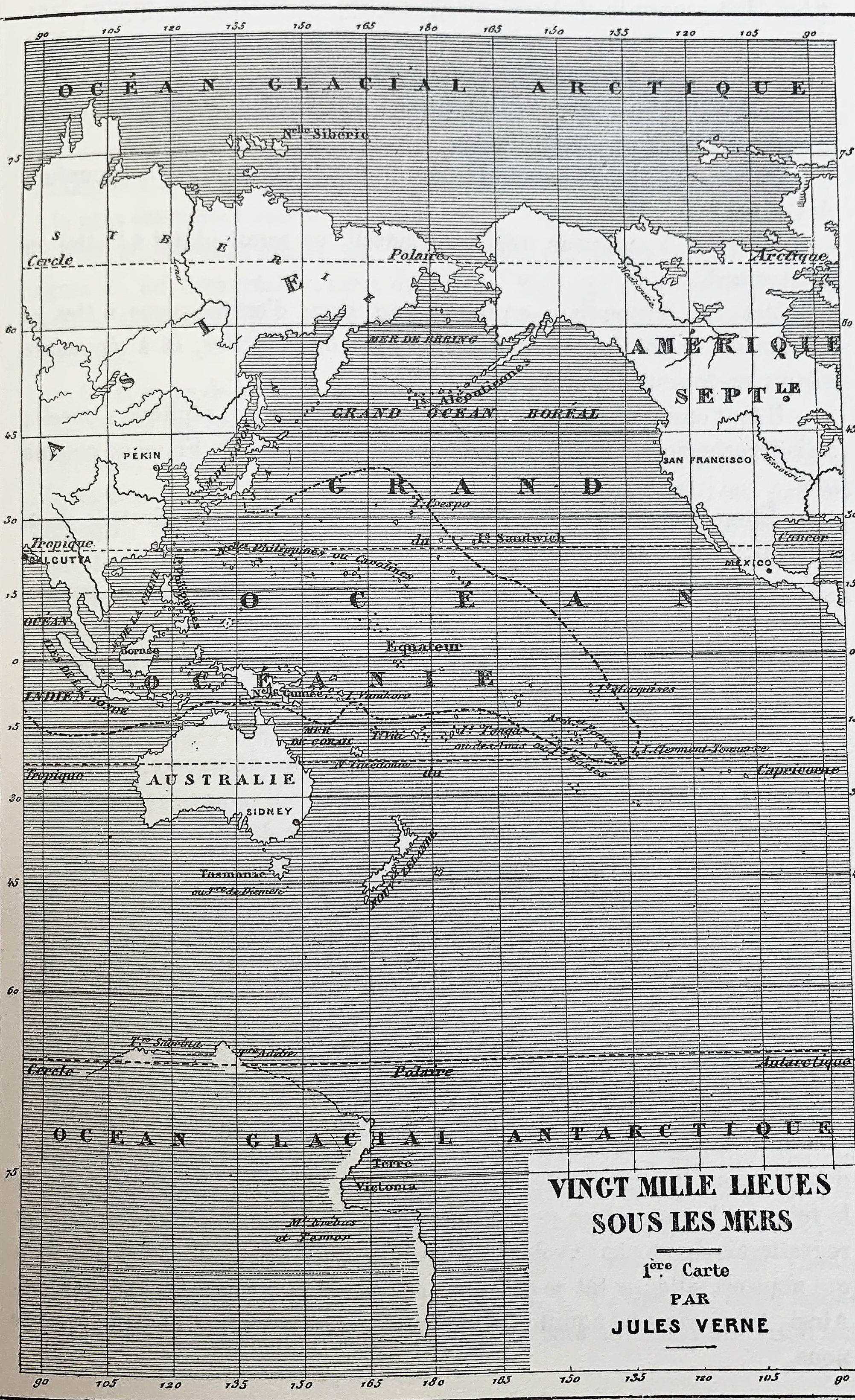
A Nautilus útja a Csendes-óceánon. A térkép az eredeti Hetzel kiadásban (20000 Lieues Sous les Mers) jelent meg. A kötet képei Alphonse-Marie-Adolphe de Neuville (1836–1885) és Édouard Riou (1833–1900) készítette

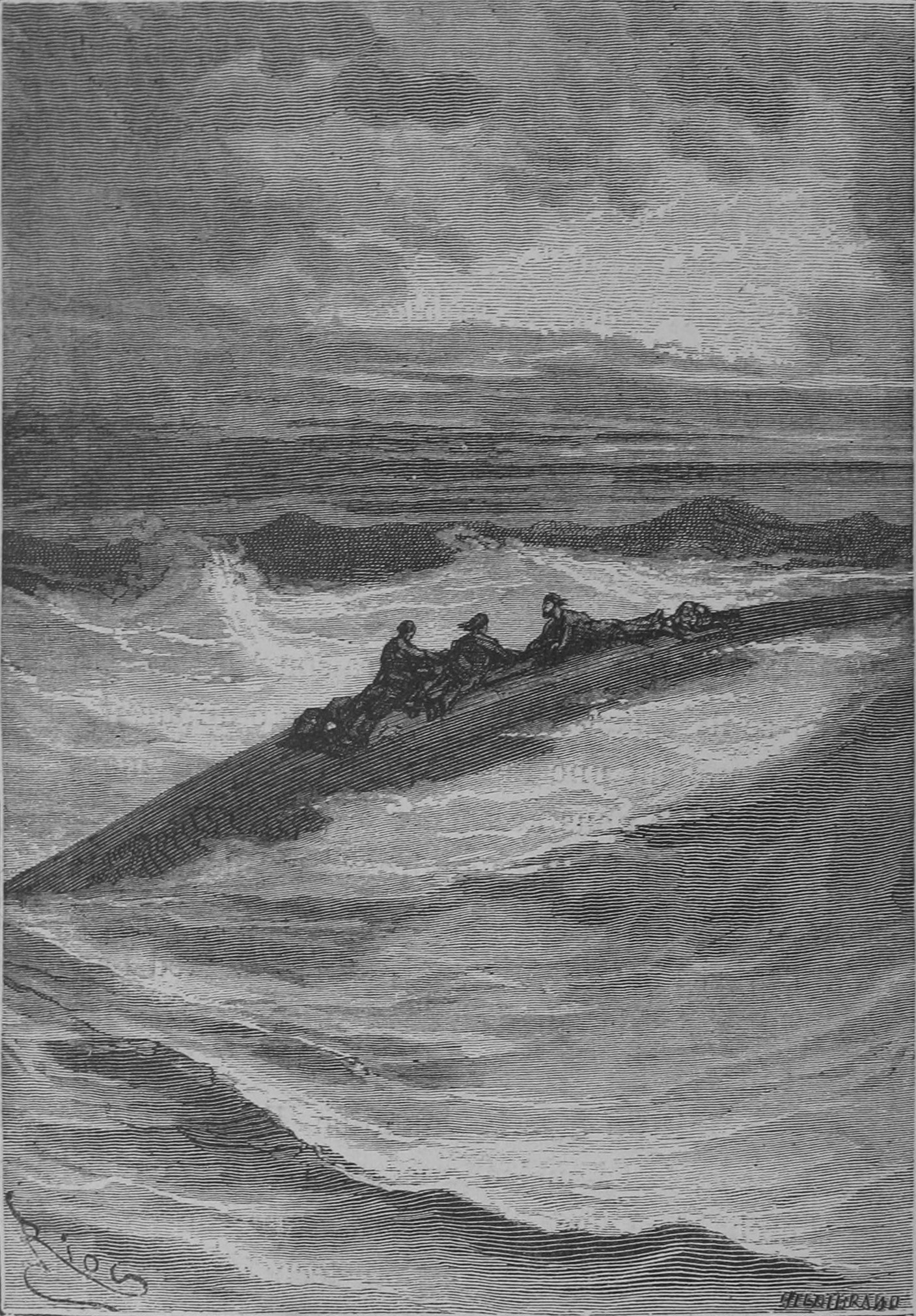
Aronnax, Conseil és Ned Land a Nautilus tetején.. Alphonse de Neuville és Édouard Riou illusztrációja

1866-ban, amikor az ember lassan belakja és kiismeri a tengereket és óceánokat, egy korábban soha nem tapasztalt élőlény bukkan fel. A leginkább hatalmas bálnához hasonlító állat képes hajókat megtámadni és elsüllyeszteni. Egyetlen hajónak sem sikerült megközelítenie, netán megszigonyoznia. Ezért az Egyesült Államok különleges felderítő csapatot toboroz, amely az Abraham Lincoln gyorsjáratú fregatton Farragut kapitány parancsnoksága alatt készül utána járni a rejtélyes lénynek. A hajó fedélzetére veszi a regény elbeszélőjét, Pierre Aronnax professzort inasával, Conseillel és Ned Landet, a híres quebeci szigonyost.
Hosszú keresés után a Csendes-óceánon sikerül megpillantani a rejtélyes lényt, ám nem hogy elfogása, de megközelítése is gondot okoz az egyik leggyorsabb járású hajónak. A lény kétszer olyan gyors, mint üldözője, éjszaka rejtélyes fényt bocsát ki. Amikor végre közel engedi magát az Abraham Lincolnt, akkor Ned Land szigonya lepattan róla. Vélhetően össze is ütközik a lény a hajóval, mert Aronnax, Conseil és Ned Land az óceánba esik, de sikerrel felkapaszkodik a lény hátára. A lényről kiderül, hogy hajó, tengeralattjáró. Amely alámerülni készül, a három embert az utolsó pillanatban rántják be a hajóba.
Pár óra elteltével a három férfi megismerheti a hajó kapitányát, Nemot. Nemo származásáról semmi, korábbi életéről minimális információ derül ki a regény további részében, amely a könyv bő háromnegyedét jelenti. Nemo kijelenti, hogy a három férfi soha el nem hagyhatja hajóját, a Nautilust, de azon belül, speciális esetet leszámítva, szabadon mozoghatnak. A Nautilus gazdag berendezése, könyvtára Aronnaxot hamar hatalmába keríti, ezért nem ágál Nemo döntése ellen. Conseil fenntartás nélkül követi a professzort, Ned Land viszont az első pillanattól kezdve a távozáson, a szökésen töri a fejét.
A regény a három hős Nautilusra kerültét követően két komponensű. A Nautilus hatalmas, felnyitható ablakán át tanulmányozhatóvá válik a tenger alatti világ – ezt Aronnax és Conseil határtalanul élvezi. Az ismeretlen világ megismerését alkalmi tengeralatti séták egészítik ki. Verne fantasztikus mennyiségű tengeri élőlényt sorol fel, mutat be – Conseil pedig mindig gondosan megadja besorolásukat. Verne hibátlanul teljesíti küldetését, a könyv célcsoportja a fiatal kamaszok, fiúk, a feladat minél több földrajzi, flórára és faunára vonatkozó információ átadása, nem felejtve a hajó kapcsán Nemoval folytatott fizikai tematikájú beszélgetéseiket sem. Verne kora legfrissebb tudását osztja meg, ám az a XXI. század elejére számos helyen elavult vagy hamisnak bizonyult. Íróként az ismert tényekre építkezve következtet arra, hogy adott tengerben, adott mélységben milyen halakat, polipokat láthatnak az utazók.
A másik összetevő a tulajdonképpeni cselekmény, amely elég vékony szál. A Nautilus össze-vissza bolyong a világ óceánjai és tengerei alatt. A Torres-szoroson áthaladva a Nautilus egy homokháton megfeneklik. Nemo engedélyével a három férfi a szomszédos szigetet fedezi fel. Őket viszont a helyi pápuák, aki a Nautilust is megtámadják, de Nemo a hajó korlátjába vezetett árammal elrettenti őket.
Miután a szuper-dagály leemeli a Nautilust a zátonyról, tovább haladnak India felé. Nemo felszólítja a három férfit, hogy maradjon a kabinjában egy időre. Amikor újra kijöhetnek, Nemo szívességet kér Aronnaxtól, egy sérült emberét kell, hogy megvizsgálja. A súlyos fejsebű férfi menthetetlen, meghal. Arronax és két társa is részt vehet a halott tenger alatti temetésén.

### Második rész

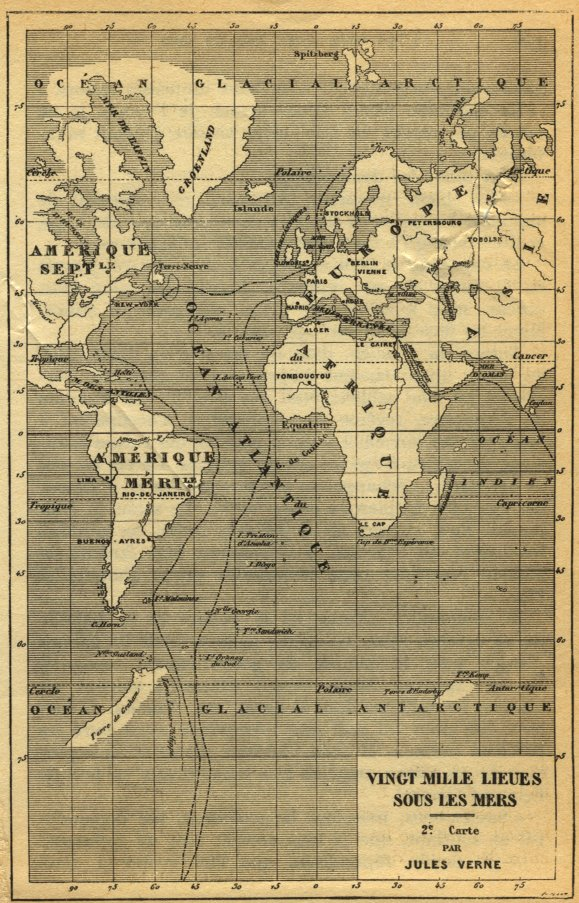
A Nautilus útja az Atlanti-óceánon

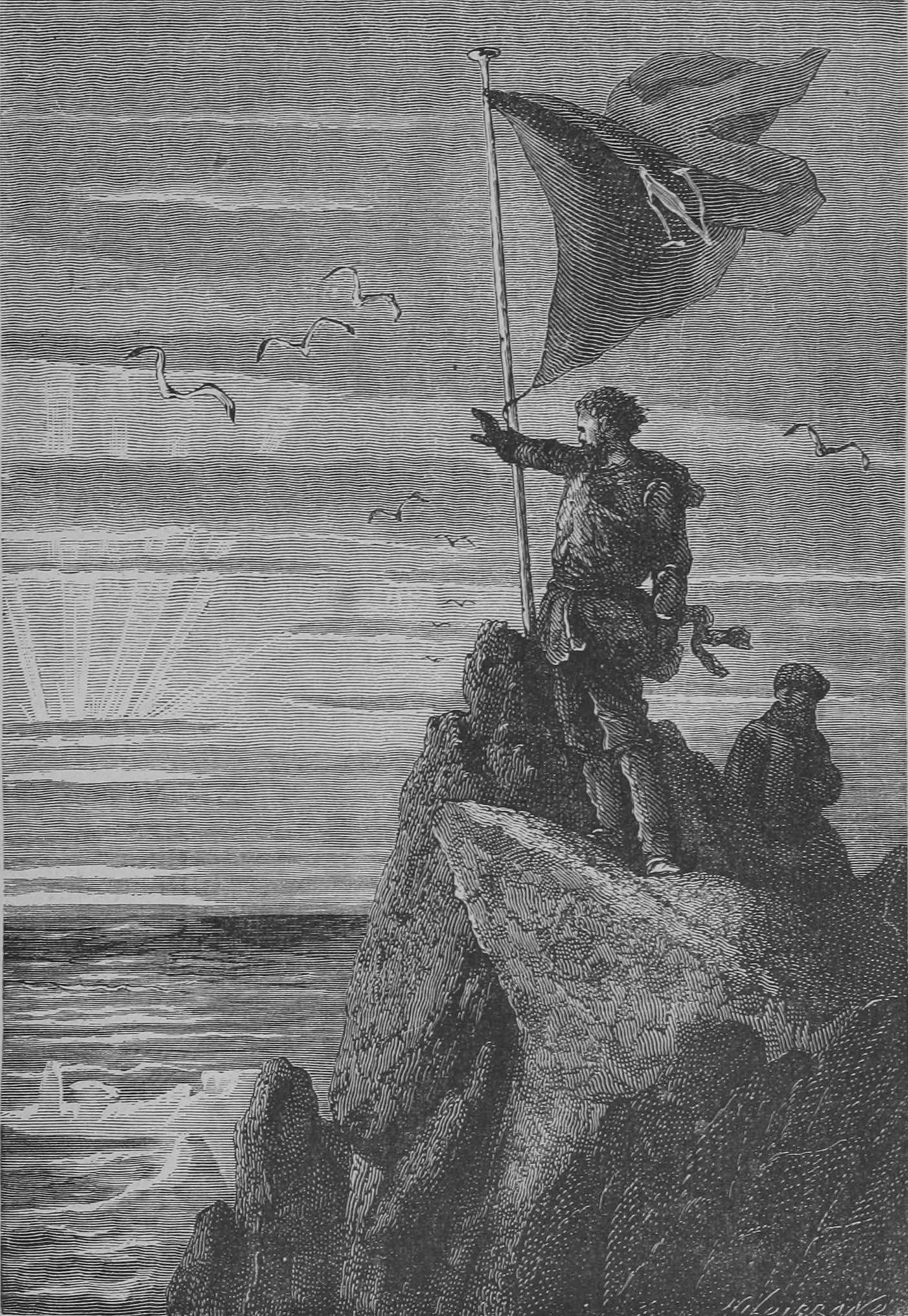
... a kapitány kibontott egy fekete zászlót, amelynek közepébe aranyszállal nevének kezdőbetűje, egy “N” volt hímezve.. Alphonse de Neuville és Édouard Riou illusztrációja

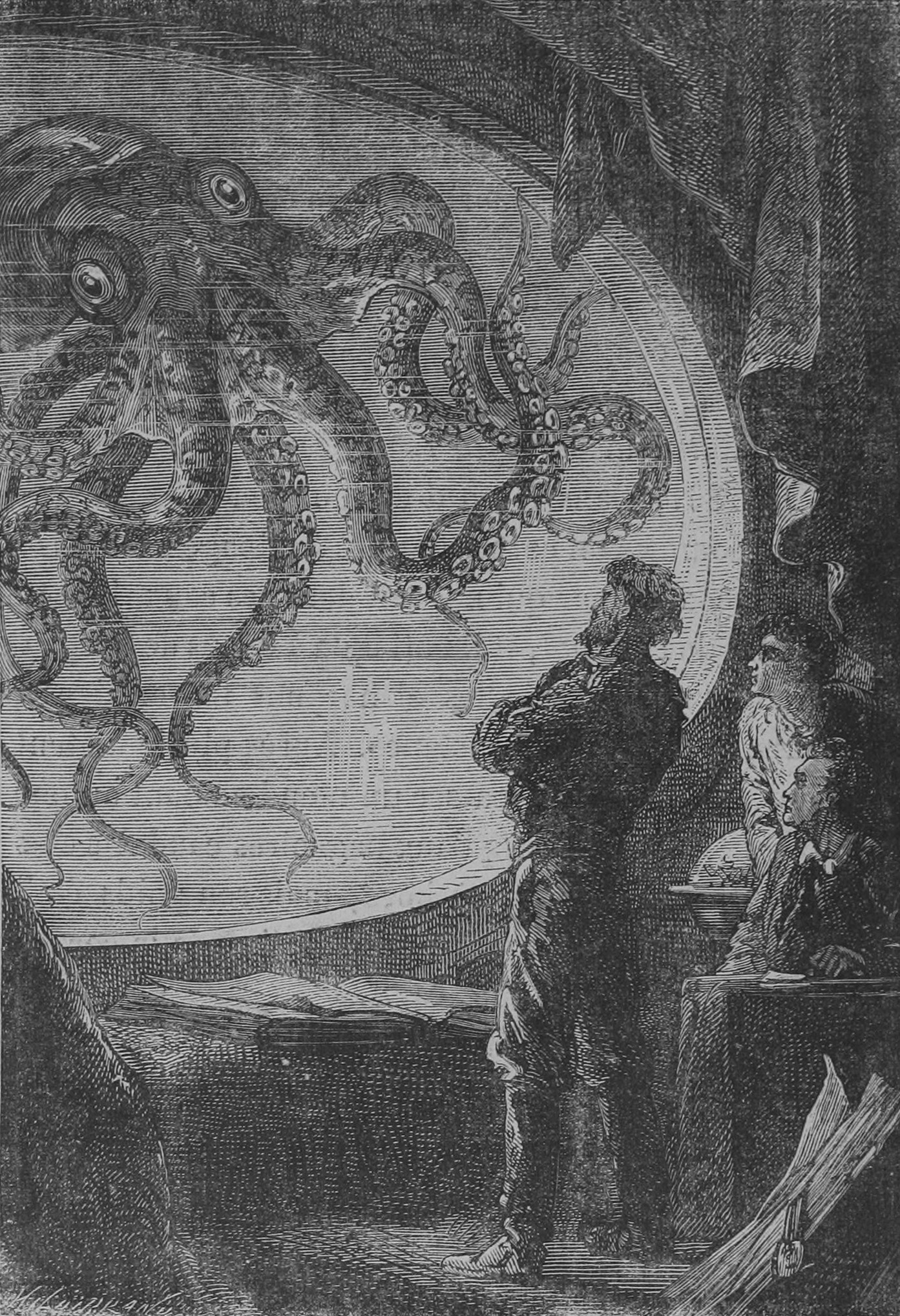
Óriási nagyságú kalmár volt. Alphonse de Neuville és Édouard Riou illusztrációja

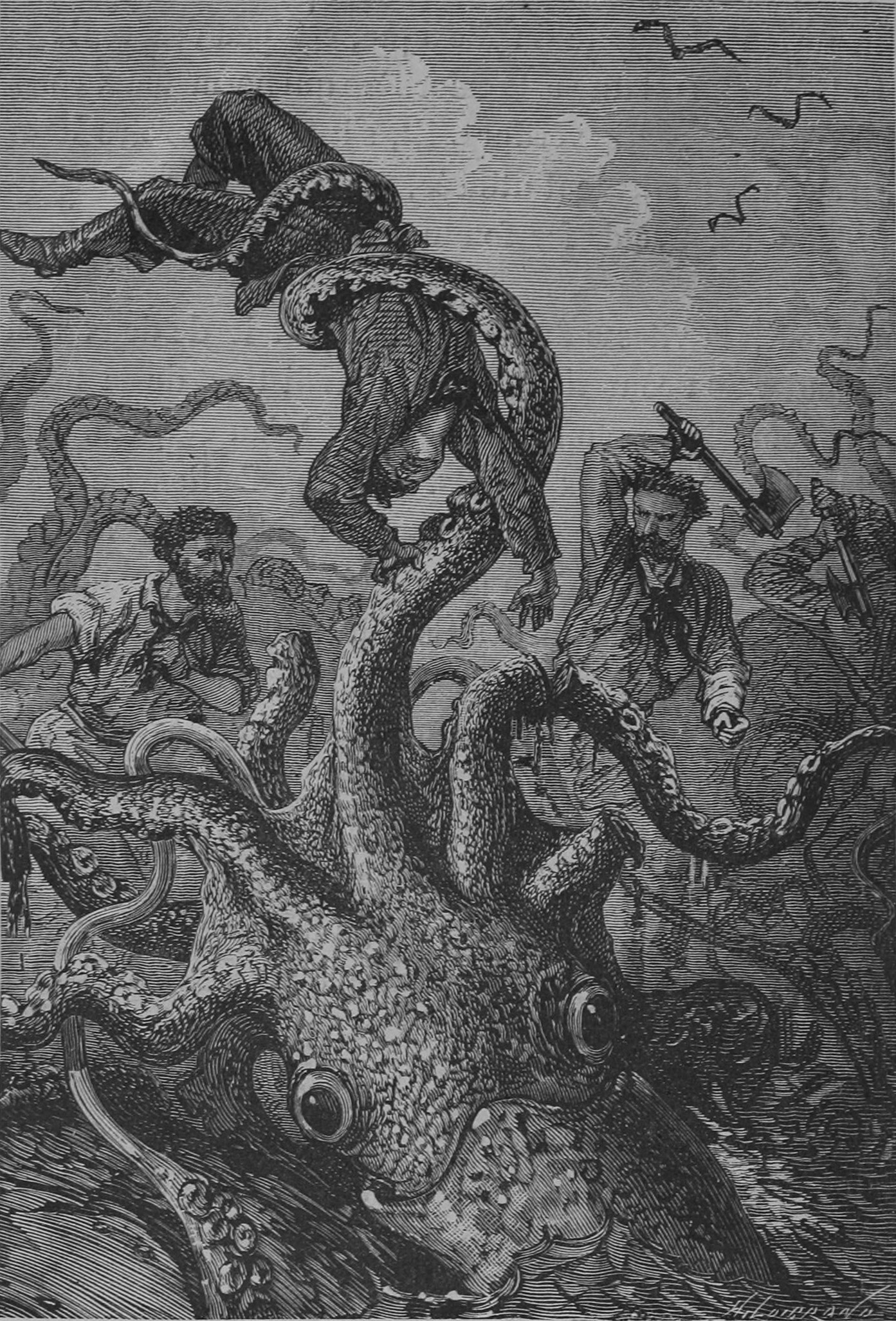
Az egész hajószemélyzet dolgozott a baltájával. Alphonse de Neuville és Édouard Riou illusztrációja

Aronnaxot egyre inkább lenyűgözi a Nemo feltárta világ. Conseil megkérdőjelezhetetlenül áll a professzor mellé, amikor Land a szökés lehetőségéről beszél velük. A szigonyos egyetlen percre sem hajlandó megbékélni helyzetükkel, még olyankor sem, amikor kedvére vadászhat, vagy vadászszemmel nézve érdekes élőlényeket lát. Nemo továbbra is titokzatos, néha napokra eltűnik a szobájában. A hajó személyzete a három férfi által nem beszélt nyelven kommunikál. A rejtélyességet növeli, hogy Verne még Nemo helyettesének, a másodkapitánynak sem ad nevet.
Nemo felfedi Aronnax előtt, hogy kapcsolat van a Földközi és Vörös-tenger között, egy természetes, földalatti hajózható csatorna. A kétkedő professzor jelen lehet, ahogy a Nautilus pár óra alatt átjut a Verne elképzelte csatornán. A cselekmény idején a Szuezi-csatorna még nem készült el, amúgy is nehéz lett volna azon észrevétlenül áthajózni.
Nemo az út során folyamatosan hangoztatja, hogy szakított az emberiséggel, a szárazfölddel, mindent, amire szüksége van, megtalál a tengerben, a tenger biztosítja számára. Távol tartja magát mindentől és mindenkitől, ami az embereket és szárazföldet jelenti. Ezért meglepő, hogy a görögországi Matapan-foknál egy búvár kopogtat be a Nautilus ablakán, ráadásul az epizód szereplőnek Verne nevet is ad: Nicolas. Nemo már várta a találkozást, hatalmas mennyiségű aranyrudat adnak át a hajóról. A találkozó után behajóznak Szantorini ex-kalderájába, a Nautilus körül forr a víz, a hajó belsejében is nagyon meleg lesz.
Pár nap alatt a eljutnak a Vigói-öbölhöz. A Spanyol örökösödési háború egyik epizódja volt az 1702-es hajó csata a Vigo-öbölben, ahol az arannyal és ezüsttel megrakott spanyol gályákat akartak a britek megszerezni. Nemo és emberei búvárruhában gyűjtik be a tengerfenékre süllyedt hajók kiszakadt raktereiben találhat aranyat, amit Fernando Cortez a leigázott őslakóktól elrabolt! Az itt talált arannyal támogatja Nemo a görög szabadságharcot.
Nemo délnek veszi az útirányt. Az Atlanti hátság egy pontján ismét víz alatti kirándulásra viszi Nemo Aronnaxot, ezúttal éjszaka. Egy víz alatt működő tűzhányó fényénél Aronnax megpillantja Atlantisz romjait. Továbbra is délnek tartva Nemo leereszkedik az Atlanti-óceán aljára, s tizenötezer méter mélységbe érve a Nautilus túlhaladt a tenger alatti élet végső határán – az Atlanti-óceán legmélyebb pontja 8 605 méter a Puerto Ricó-i árokban, a Föld legmélyebb pontja a Mariana-árokban található, mélysége tizenegy kilométer körüli.
A Nautilus megpihen egy kihunyt kráter belsejében, ahol a legénység víz alatti széntelepeken dolgozik. A három utas felkapaszkodik a kráter belsejében, de menekülésre nincs módjuk. Hármójuk viszonya a rendkívüli utazáshoz eltérő, Aronnax egyre inkább hatása alá kerül és egyáltalán nem bánja, nem akarja megszakítani, Conseil ugyan kitart Aronnax mellett, de egyre inkább osztja Ned Land véleményét, aki, amint lehetősége nyílna, szökne. Land egyre nehezebben viseli, hogy "kizökkentették komfortzónájából".
Nemo elhatározza, hogy behatol a déli sarkot övező jégmezők közé, alá. Majd egy váratlan ötlettel a cél a Déli-sark lesz. Verne vélelme a déli sark kapcsán is az volt, hogy nem borítja jég, hanem egy meleg vizű tenger található az Antarktiszon. Némi nehézség árán el is érik a Déli-sarkot. Nos, én, Nemo kapitány 1868. március 21-én elértem a déli szélesség 90. fokát, a Déli-sarkot, s most birtokba veszem a föld e részét, a hatodik világrészt. ... E szavakkal a kapitány kibontott egy fekete zászlót, amelynek közepébe aranyszállal nevének kezdőbetűje, egy "N" volt hímezve.
Visszaúton súlyos helyzetbe kerülnek, a Nautilus egyfajta jégcsőbe szorul a tenger alatt. A tengeralattjárónak időről-időre a felszínre kell bukkannia, hogy friss levegő áramoljon a hajótestbe. Kétségbeesett vízalatti jégtörésbe kezdenek, ám úgy tűnik, kifutnak az időből, hamarabb fogy el az oxigénjük, mintsem kiszabadítani a Nautilust. Végül a hajó teljes erejét felhasználva kimenekülnek. Ned Land, aki derekasan kiveszi részét a mentésben, ráébred, hogy mindenáron el kell menekülniük a hajóról, mert Nemo számára az élet nem értékes. Aronnax is megfogadja, ha módjuk lesz menekülni, akkor velük tart.
A Nautilus az amerikai partok mellett északnak tart. Óriás polipok támadnak a hajóra, megbénítják a hajócsavart is, ezért fel kell emelkedniük. Kinyitják a felső kijáratot, és fejszével esnek a polip-karoknak. Nemo egyik emberét elragadja és magával hurcolja az egyik állat, Nemot nagyon megviseli embere elvesztése. A Golf-áramlatra ülve haladnak.
Nemo lesüllyed és megmutatja utasainak a Vengeur maradványait. A francia történelemben fontos szerepet játszó hajó  az Ushanti csatában a francia forradalmi flotta oldalán harcolva süllyedt el. A regény elemzői szerint ez a jelenet szintén a "lengyel" verzióból maradt meg, Nemo roppant határozottan adja utasai tudtára mély tiszteletét az elsüllyedt Vengeur-rel kapcsolatban.
Egyik alkalommal, amikor a Nautilus levegő-frissítés céljából a felszínen tartózkodik, egy hadihajó felfedezi őket és rájuk támad, ám ágyú-golyói rendre célt tévesztenek. Land jelzi társainak, hogy remek alkalom a szökésre, csak pár mérföldet kell megtenni a Nautilus ellopandó csónakjával. A szökés terv szerint halad, ám az utolsó pillanatban Nemo akaratlanul keresztül húzza számításaikat, mert lemerül és megtámadja az őt lövő hajót. A Nautilus orrsarkantyújával felhasítja a támadó hajó víz alatti részét. A hadihajó süllyed, a vízbe kerülő kazánok felrobbanása fejezi be a rombolást. Nemo nyitott oldalablakon át követi lefelé a hajó útját, mind a négyen látják, ahogy a hajó matrózai vízbe fulladnak.
Nemo eltűnik kabinjában, a hajó folyamatosan észak-észak-keletnek tart. Nemo napokon, heteken át nem kerül elő. A tengeralattjáró rendszeresen felmerül, egyik alkalommal szigeteket pillantanak meg. Egyértelmű, hogy a következő éjszakán meg kell szökniük, még Aronnax sem ellenkezik. Már a csónakban vannak, Land a rögzítő csavarokat lazítja, amikor a Nautilus fedélzetén rádöbbennek, hogy a Malström hatalmas tengerörvényébe kerültek. A Nautilus merülne, de a tenger árja sokkal erősebb. A csónakot a három férfival a tenger letépi a hajóról, a Nautilus eltűnik az örvényben.
Arronax és két társa a közeli szigeten, egy falusi házban tér magához. 
|  | Itt a vége a cselekmény részletezésének! |

## Fejezetek
Első rész
I. A bolygó zátony
II. Pro és kontra
III. "Ahogy a tanár úr parancsolja"
IV. Ned land
V. Szerencse fel!
VI. Teljes gőzzel
VII. Ismeretlen bálnafajta
VIII. Mobilis in mobili
IX. Ned Land megharagszik
X. A tenger vándora
XI. A "Nautilus"
XII. Mindent villamossággal
XIII. Néhány számadat
XIV. A fekete áramlat
XV. Meghívást kapok levélben
XVI. Séta a tengerfenéken
XVII. Erdő a tenger alatt
XVIII. Négyezer mérföld a Csendes-óceán alatt
XIX. Vanikoro
XX. A Torres-szoros
XXI. Ismét szárazföldön
XXII. Nemo kapitány villámot szór
XXIII. Nehéz álmok
XXIV. Korallország
Második rész
I. Az indiai-óceán
II. Újabb meghívást kapok Nemo kapitánytól
III. Tízmilliós gyöngyszem
IV. A Vörös-tenger
V. Az arab alagút
VI. A görög szigettenger
VII. Negyvennyolc óra alatt a Földközi-tengeren át
VIII. A Vigói-öböl
IX. Az eltűnt földrész
X. Kőszénbányák a tenger alatt
XI. A Sargasso-tenger
XII. Ámbráscetek és bálnák
XIII. A jégtorlasz
XIV. A Déli-sark
XV. Baleset vagy véletlen?
XVI. Nincs levegőnk
XVII. A Horn-foktól az Amazonasig
XVIII. Polipok
XIX. A Golf-áramlat
XX. A szélesség 47° 24'-e és a hosszúság 17° 28'-e mentén
XXI. Az öldöklés
XXII. Nemo kapitány utolsó szavai
XXIII. Az utazás vége

## Szereplők
- Farragut, az Abraham Lincoln kapitánya
- Pierre Aronnax (40) professzor, a Párizsi Természetrajzi Múzeum igazgatóhelyettese, A legmélyebb tengerfenék titkai szakkönyv szerzője
- Conseil[25] (30), Aronnax inasa

Szeretem ezt a derék flamand gyereket, s ő is igaz ragaszkodással viszonozza szeretetemet. Hidegvérű természet, elvből rendszeres és előírásosan szolgálatkész; az életben semmi sem hozza ki a sodrából. Valóságos ezermester, a legkülönbözőbb szolgálatokra alkalmas, és noha Conseil a neve, ami franciául tanácsot jelent, sohasem okvetetlenkedik kéretlen jó tanácsokkal. ... Az egészsége pompás, semmi betegség sem fog rajta; a teste csupa kemény izom, de idegei nincsenek. Nem, Conseilnek egyáltalán nincsenek idegei. Ami természetesen lelki vonatkozásban értendő.
- Ned Land (40), szigonyos, Quebecből származott;

Jól megtermett, hat lábnál magasabb, erős testalkatú ember. Arca komoly; ő maga nagyon zárkózott; néha indulatoskodik, különösen, ha ellenkeznek vele. Feltűnő jelenség; főként sastekintete teszi arckifejezését rendkívül jellegzetessé.
- Nemo kapitány

...büszke tartású feje, hidegen csillogó, fekete szeme nagy önbizalomra, nyugodt mozdulatai hidegvérre, kemény, összevont szemöldöke erélyre, bátorságra vallott. ... Kemény, nyugodt tekintetéből értelem és tisztaság sugárzott, s az egész ember, arckifejezése, taglejtése őszintének tűnt. ... Termete magas, homloka domború, orra egyenes, szája határozott vonalú; gyönyörű, egészséges a fogsora, hosszú, keskeny keze roppant kifejező. ... Arcának volt egy feltűnő jellegzetessége: szemei kissé távol állottak egymástól, s így a látóhatár negyedrészét egyetlen pillantással áttekinthette. ... Ha rászegezte valamire a tekintetét, szemöldökét összevonta, összehúzott szemhéja teljesen körülvette a szembogarát, s akkor nézett, nézett, s szeme felnagyította a távolság által kicsinyre zsugorodott tárgyakat!
- Nicolas, a Matapan-foki híres búvár

### Nemo kapitány
Nemo kapitány alakja, ahogy hajója, a Nautilus is, önálló életre kelt a regény megszületése óta, jóval többen hallottak róla, ismerik, mint ahányan ezt a regényt olvasták. Ez, ahogy a számos feldolgozás is, annak köszönhető, hogy a Verne megalkotta alak számos vonzó tulajdonsággal rendelkezik: gazdag, a maga ura, rejtélyes múltú, technikai lángész.
Nemo kapitány tanult ember, aki valódi identitását az Odüsszeiában található Odüsszeusz és az egyszemű küklopsz, Polüphémosz összecsapására való utalás mögé rejti. A Nemo jelentése: Senki.

„Mikor este megint hazatért a Küklópsz, s megint két embert evett meg vacsorára, Odüsszeusz részegítő borából kínálta. Ízlett a Küklópsznak, s aztán a nevét kérdezte, hogy vendégajándékkal tisztelje meg a borért. Odüsszeusz háromszor is töltött, s mikor már lerészegedett tőle a Küklópsz, így szólt hozzá:
- Küklópsz, a nevemet kérded? Hát én megmondom neked, csak te is add meg az ajándékot, amit ígértél. Senkise az én nevem.
Azt felelte a Küklópsz jó kedvvel:
- Senkise, utoljára foglak megenni a társaid közül, a többit mind előbb, íme ez az ajándékom.
Akkor már elvágódott hosszában, és részegen aludt. Odüsszeusz megtüzesítette az előkészített gerenda végét, társai tartották, s Odüsszeusz megforgatta az izzó fát a Küklópsz egyetlen kerek szemében. Csak úgy sistergett a gőz a Küklópsz szemöldöke alatt. Szörnyű fájdalmában irtózatosan ordított. Meghallották a többi Küklópszok, mindenfelől egybesereglettek, s bekiáltottak jajgató társukhoz:
- Mi bajod Polüphémosz, hogy ennyire ordítasz, és éjnek idején álmunkból is fölversz?
- Senkise bánt engem, Senkise bánt engem, ő öl meg a cselével - hallatszott a barlangból Polüphémosz válasza. S feleltek társai:
- Hát ha senki se bánt, hanem magad vagy, ne ordíts - s avval odébbálltak. Odüsszeusz pedig örült, hogy sikerült a csalafintasága.”

– Odüsszeusz kalandjai - Küklopsz

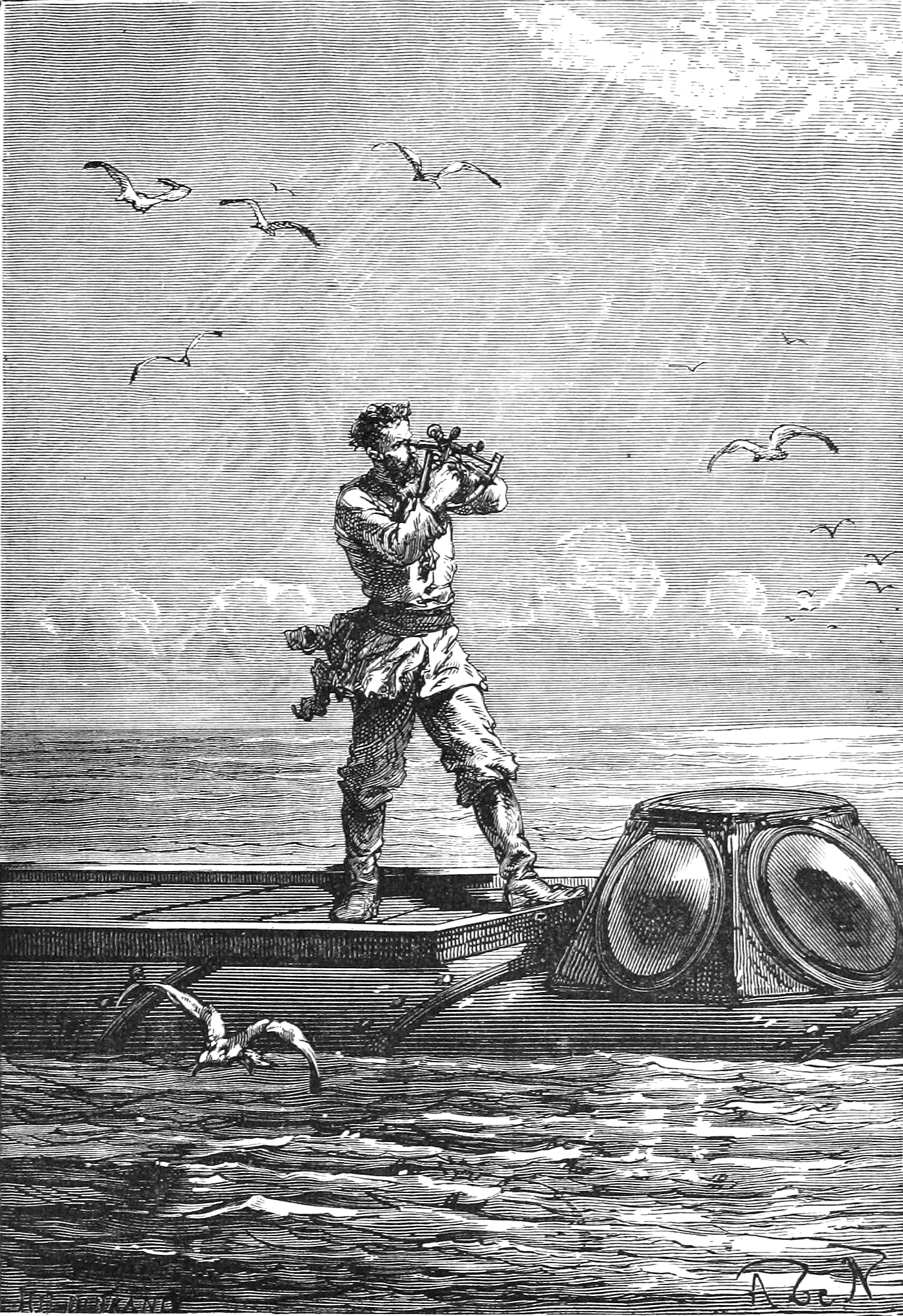
Kezében szextanssal teljes pontossággal felvette a helyzetet. Alphonse de Neuville és Édouard Riou illusztrációja

Szeretem a tengert! A tenger a mindenség! A föld felületének héttizedét tenger borítja. A tenger felett tiszta és éltető a szél. A tenger végtelen magányában az ember soha sincs egyedül, mert milliónyi élet rezdülését érzi maga körül. A tenger a lét csodálatos, kiapadhatatlan gazdagságát hordja méhében: csupa mozgás és szeretet. Az élő végtelenség, ahogyan az önök nagy költője mondotta. ... A tengerben van a természet hatalmas nagy élettani tartaléka. Földünk, hogy úgy mondjam, a tengerből keletkezett, s ki tudja, talán ott is végződik az élete! Mélyén tökéletes nyugalom honol. A zsarnokok a tengert nem hajthatják uralmuk alá. Felszínén ma még folytathatják jogellenes üzelmeiket, háborúskodhatnak, felfalhatják egymást, kihurcolhatják a víz színére a föld minden borzalmát. De harminc lábbal a tenger színe alatt hatalmuk véget ér, befolyásuk semmivé lesz, erejük összeomlik! Ó, professzor úr, a tenger ölén érdemes csak élni! A tenger ölén van csak igazi függetlenség! A tengerfenéken nincsenek urak és hatalmasok! A tenger alatt én szabad vagyok!
- Én nem számítom magam azok közé, akiket ön művelt embereknek nevez, professzor úr! – tiltakozott élénken a parancsnok. – Én szakítottam az egész társadalommal, mégpedig olyan okokból, amelyek egyes-egyedül énreám tartoznak. Én nem vetem alá magam a társadalmi szabályoknak, és felhívom önt, hogy azokra előttem soha ne is hivatkozzék.
Nemo kapitány állításával ellentétben nem közömbös sem az egyén, sem a közösség sorsa iránt. Egy epizódban Nemo megment egy cápai támadástól egy kelet-indiai gyöngybúvárat. De mit gondolhatott akkor a szegény halász, midőn a kapitány ruhája zsebéből kihúzott egy zacskó gyöngyöt, s a halász kezébe nyomta? A szegény ceyloni indus reszkető kézzel vette el a vízi ember nagylelkű ajándékát. Nemo meg is indokolja cselekedetét: Az az indus, professzor úr, az elnyomottak országából való, s én az elnyomottak oldalán állok. Minden elnyomott a testvérem volt, s az is marad, az utolsó leheletemig! A görög vizeken hajózva Nemo pénzügyi támogatást nyújt az 1866–1869-es krétai lázadás során az oszmán uralomnak ellenálló lázadóknak, bizonyítva Aronnax professzornak, hogy nem szakította meg a földi emberiséggel fennálló minden kapcsolatot.
Nemo párját Hódító Robur személyében hívta életre Verne. Mindketten tudósok, feltalálók – és mindketten harcban állnak a világgal. Ám Nemo élete vége felé – erről A rejtelmes sziget regényben olvashatunk – egyre humánusabb lesz, egyes Verne-kutatók anakronisztikusan "bűnbánó terroristának" nevezik, Robur végképp ideái fogja marad, erről tanúskodik A Világ Ura regény. Robur messze nem lett olyan népszerű, mint Nemo, talán épp az előzőek miatt.
Amikor a csodaalkotmány elpusztítását nem is ítéli szükségesnek a szerző, a lassú romlás akkor is beszivárog a történetbe. Figyeljük csak meg, hogy romlik Nemo viszonya Arronaxhoz s hogyan kerül az eleinte könnyedén diadalmas Nautilus egyre veszedelmesebb helyzetekbe, néha egészen a megsemmisülés szélére.

### Nautilus
... Az én hajóm külön világ. Éppoly idegen a földtől, mint a bolygók, amelyek az égitestet a nap körüli útjában követik.
Mint látja, hajóm alakja erősen elnyújtott, kúpban végződő henger: feltűnően hasonlít a szivarhoz. Ez bizonyult eddig a legalkalmasabb alaknak. A henger hosszúsága egyik csúcstól a másikig pontosan 70 méter; a legszélesebb keresztgerenda 8 méter. Az arány tehát nem pontosan 1 : 10, ahogyan a gyorsjáratú gőzhajókat építik, de a hajótest vonala elég hegyes, a víz alatti rész hajlata elég hosszú, úgyhogy a kiszorított vizet könnyen megosztja, s mi sem gátolja a haladásban.
E méretekből könnyen kiszámíthatja a Nautilus felületét és köbtartalmát. Felülete 1011,45 négyzetméter, köbtartalma pedig 1500,2 köbméter ami azt jelenti, hogyha a hajó teljesen alámerül, ezerötszáz köbméter vizet szorít ki, tehát a súly ezerötszáz tonna.
A Nautilus teste két burkolatból áll, egy belsőből és egy külsőből, amelyet T alakú vaskapcsok kötnek össze; ez a szerkezet rendkívül nagy szilárdságot ad a hajónak. A sejtszerű kiképzés által olyan óriási az ellenállása, mintha egyetlen tömör tömb volna. Külső burkolata nem enged; a szegecseléstől függetlenül is hozzátapad a törzshöz.
A két burkolat acéllemezekből készült. A külső burkolat öt centiméter vastag; súlya 394,96 tonna. A belső burkolat, aztán az 50 centiméter magas, 25 centiméter széles, egymagában is 62 tonna súlyú hajótő, a gépek, a holtsúly, a különböző szerelvények és berendezések, a belső választófalak és merevítések: mindez együttvéve 961 tonna, ami együtt a kívánt 1360 tonna súlyt eredményezi.
Most már valóban ismertem a tengeralattjáró egész előrészét, amelynek a középtől kiindulva és a hajó orra felé haladva ez a pontos beosztása: először is az ötméteres ebédlő, amelyet szigetelőfal választ el a könyvtártól ebbe a helyiségbe nem hatolhat be a víz. A könyvtár szintén öt méter hosszú, mellette van a tíz méter hosszú szalon, amelyet ismét vízhatlan fal választ el a kapitány szobájától. Ez a szoba ötméteres. A kapitány szobája után következik az én két és fél méteres szobám, e mellett egy hét és fél méteres légtartály van, amely az orrtőkéig terjed. Ez összesen harmincöt méter.
A tetőre vezető lépcső mellett egy két méter hosszú kabinba néztem be, ahol Conseil és Ned pompás étvággyal fogyasztották éppen a bőséges ebédet. Azután a három méter hosszú konyhába léptünk. Innen nyíltak a nagy éléskamrák.
A konyha mellett volt a kényelmes fürdőszoba; a csapokból éjjel-nappal hideg és meleg víz folyt. A fürdőszobán túl egy öt méter hosszú helyiség következett, a legénység hálóhelye.
A folyosó végén negyedik vízhatlan fal választotta el a legénységi szállást a gépháztól. Megnyílt egy ajtó, s beléptem a húsz méter hosszú terembe. ... A jól kivilágított gépház két részre oszlott. Egyikben voltak az áramfejlesztő telepek, a másikban a hajócsavart mozgató gépek.
Tengeralattjárók
A Nautilus nevet nem Verne találta ki. Robert Fulton 1800-ban épült búvárhajóját is Nautilusnak hívták, így Verne névválasztása elismerésként kezelendő. Regénye megjelenése után a Nautilus név szép karriert futott be, valószínűleg a műnek is köszönhetően.
Az Osztrák-Magyar haditengerészetnek is volt Nautilus nevű hajója, 1873-ban SMS Nautilus a néven készült ágyúnaszád, amelynek volt egy testvérhajója is, az SMS Albatross.
Az angol haditengerészet 1914-ben vízre bocsátott tengeralattjárója a HMS Nautilus nevet kapta. A hajót 1922-ben eladták.
A Nautilus nevet kapta az amerikai haditengerészetnél:
- USS O-12 (SS-73) (1917–1931), amely csak arra az időre vette fel a Nautilus nevet, amíg a Hubert Wilkins és Lincoln Ellsworth vezette 1931-es Arktik Expedíciót szolgálta.
- USS Nautilus (SS-168), második világháborús amerikai tengeralattjáró (1930–1945)
- USS Nautilus (SSN-571), az első nukleáris rakétahordozó tengeralattjáró (1954–1980). Ennek a hajónak a nevéhez fűződik a dicsőség, hogy először érte el az Északi-sarkot 1958. augusztus 3-án, 23 óra 15 perckor.[36]

A dán UC3 Nautilus magán tengeralattjáró sem véletlenül nyerte nevét, bár tragikus véget ért.

## Értékelés
„Míg a «Saint Michel» kapitánya a Somme torkolatánál levő kis kikötőjéből  bejárja a partot, vagy Párizsig megy föl a félig kiszáradt folyókon, megszületik — Ardan Mihály és John Hatteras után — harmadik nagyszabású alakja: Nemo kapitány, a hindu Dakkar herceg, a legyőzött szabadsághős, az élőhalott. Romantikus névtelen, «magánbíró», «justicier», mint Sue Rodolphe-ja vagy Dumas Monte-Cristoja. Csakhogy ő egy nemzet, sőt: a szabadságlázban megvonagló egész emberiség bajnoka, nem egyéni igazságtételé vagy bosszúállásé — és ezen a ponton elválik az átlagromantikától. Tengeralattjárójáról megtorpedózza a zsarnok-nemzet büszke hadihajóját, de megmenti a szegény hindu gyöngyhalászt s a tengerfenék mesés kincseivel támogatja a szabadság minden megmozdulását. Romantikus alapszínezetű mizantrópiája sem ideges világfájdalom, vagy a száraz szívűség álcája, Az az ember, aki olyan mélyen el tud merülni a tenger vagy az orgonajáték szépségeibe, áhítozza az eszményi embert, de annyi csalódás érte, hogy nem mer többet kísérletezni a hétköznapi emberrel. Amikor Aronnax, a francia tudós és Ned Land, a szigonyvető a bálnának nézett «Nautilus» hátára kerül s Nemo a gentleman tökéletes udvariasságával kimondja a szentenciát: aki az ő hajója titkát megismerte, nem hagyhatja el többé, érezzük, hogy alapjában véve örül az emberi társaságnak s élvezi Aronnax csodálatát.
Mert Nemo másik, fontosabb fele: a csodálatraméltó feltaláló, aki megoldotta az ideális tengeralattjárót. A technikai megoldás leírása persze elnagyolt: Verne nem feltaláló, csak más feltalálók kitenyésztője. De ötletei és sugalmazásai sohasem játékos fantázia szüleményei, hanem hosszas tudománytörténeti és technikai tanulmányokból kipattanó szikrák. amelyeket érdemes felfogni, mert valamikor mindenesetre hasznukat lehet venni. S a technika a regény tudományos töltésének csak egyik fele, a másik a tenger tudománya. S a két tudomány szövetsége annyi «hangulatot» termel, annyi felejthetetlen hatású helyzetet teremt! A «Nautilus»szal át lehet surranni a még nem egészen kész Szuezi-csatorna alatt s így belecsöppenni a legizgatóbb technikai aktualitásba; Hatteras dicsőségét át lehet plántálni délre, ahol Nemo romantikus, aranynapos fekete zászlaja leng a déli sarkon. De az aktualitás izgalmánál nem gyöngébb az az izgalom sem, mely a történelem, a megmagyarázatlan s befejezetlen múlt tapintására fut át rajtunk. Nemo és utasai hogyan is kerülhetnék ki a mesés Atlantiszt, vagy a Herkules-templom romjait?! Nagyobb ötletesség kellett ahhoz, hogy Verne hősét a szabadság ügyéért «öngyilkos» hajó, a Le Vengeur roncsának aranykészletéből lássa el pénzzel, vagy hogy megtaláltassa vele La Peyrouse, a nagy utazó ládikáját és iratcsomóját.
Komor, nagyszerű líra lengi át Nemo lelkét és homályos birodalmát. A regény romantikus váza ellenére is antik katarzissal szolgál, pedig Nemo tragédiájának csak az utolsó felvonását, vagy talán inkább: az epilógusát kapjuk, amikor a hős szívét már jégpáncél választja el a többi emberi szívektől. A szabadság, a tenger és a zene ennek az újfajta tragikus lírának három főhúrja és zengésük elnémít minden kicsinyes emberi hangot.”

– Hankiss János

## Érdekességek

### Idézetek a regényből
- Conseil harmincéves. Éveinek száma úgy aránylik gazdája életkorához, mint tizenöt a húszhoz. Bocsásson meg az olvasó, hogy koromról így tájékoztatom. E történet kezdetén ugyanis negyvenéves voltam.[26]
- Ó, a számok! Ezzel nem mond semmit, tanár úr. Számokkal azt bizonyítja be az ember, ami neki jólesik.[27]
- Jean Macé kedves könyvét, „A gyomor kiszolgálói”-t olvastam, s élveztem az ötletesen kifejtett tanulságokat.[47] Jean Macé (1815-1894) francia író, szerkesztő. Elsők egyikeként írt népszerű tudományos könyveket gyermekeknek. Az 1861-ben megjelent L’Histoire d’une bouchée de pain, lettres à une petite fille sur nos organes et nos fonctions (Egy falat kenyér története, levelek egy kislánynak a szerveinkről és a funkcióinkról) nagyon sikeres volt. Barátjával, Hetzel-vel 1864–ben együtt alapítják meg a Magasin d'éducation et de récréation illusztrált ifjúsági magazint, amely számos Verne regényt közöl folytatásban, mielőtt könyvként megjelenne. Később Verne is a lap szerkesztője lesz.
- Kapitány úr – tiltakozott erre Conseil -, ez az állat talán a legutolsó példány a fajtájából. Nem volna-e helyesebb, ha megkímélnők – a tudomány érdekében?

- Talán igen – mondta a kanadai. – De a konyha érdeke amellett szól, hogy ejtsük el.
- A Nautilus utasai megfigyelnek egy nyájnyi nautilus kagylót, összehasonlítják a kagylókat Nemo kapitány hajójával.

Van ugyanis egy bájos kis állat, a régiek azt tartották, hogy a vele való találkozás szerencsét hoz. Arisztotelész, Athenaiosz, Plinius és Oppianos tanulmányozták a sajátságait, és elmondtak róla mindent, amit a görög és itáliai tudósok költői tudománya elmondhatott. Nautilusnak és pompiliusnak nevezték el a kis állatot. De a modern tudomány nem szentesítette a régi elnevezést: a puhány ma “argonauta” néven ismeretes.
S íme, egy egész csapat argonauta úszott most felénk! Százan meg százan! A kecses puhányok mozgatótömlőjük segítségével hátrafelé úsznak, s tömlőjükből lövellik ki a beszívott vizet. Nyolc csápjuk közül hat hosszú, keskeny csáp a vízen lebeg, két kerek, tenyér alakú csáp pedig, mint valami könnyű kis vitorla feszül a levegőben a szélnek. Tisztán láttam csiga formájú, recés kagylójukat, melyet Cuvier igen találóan kecses vonalú naszádhoz hasonlított. Valóban, olyanok, mint a hajó. Viszik az állatot, amely azonban nem tapad hozzá a váladékból épült héjához.
- Az argonauta nincs összenőve a kagylójával, de sosem válik meg tőle – mondtam Conseilnek.
- Akárcsak Nemo kapitány – felelte Conseil találóan. – Helyesebb lett volna, ha Argonautának nevezi el a hajóját. Így nyer az olvasó magyarázatot Nemo jelmondatára: „Mobilis in mobile”
- Ez a vadászat most csak öldöklés lenne, magáért az öldöklésért. Az ember persze azt hiszi, hogy megvan a különös joga, pusztítani az állatokat, de én nem helyeslem az efféle vérengző szórakozásokat. Az ön társai, Land mester, nem teszik jól, hogy ezeket az ártalmatlan, szelíd természetű állatokat pusztítják. A Baffin-öböl azért néptelenedett el, ezért fog ez a hasznos állatfajta teljesen kipusztulni. Hagyja hát békén a szerencsétlen bálnákat.[51] – Verne szinte minden regényében szót emel az állatvilág ok nélküli irtása ellen. Kései műveiben néha a vadászat jogosultságát is megkérdőjelezi.
- A fóka bizonyos fokig idomítható, könnyen megszelídül, s én is osztom a természettudósoknak a véleményét, akik azt állítják, hogy megfelelő nevelés után a fókát éppúgy lehetne a halászatnál használni, mint a vadászatnál a kutyát.[2]

### A regénnyel kapcsolatos érdekességek
- Verne szövege többször megemlíti Matthew Fontaine Maury amerikai tengerészparancsnokot, oceanográfust, aki a szelet, a tengereket és az áramlatokat vizsgálta, mintákat gyűjtött a mélyből és feltérképezte a világ óceánjait. Verne francia származása miatt kezeli kiemelten.
- A regény talán leghíresebb epizódjában egy óriási polip elfogja a legénység egyik tagját. Aronnax a következő fejezetben a csatára reflektálva azt írja: Hiába, az ilyen jelenet szemléletes leírására nem is vállalkozhat más, mint vérbeli író, mint "A tenger munkásai"-nak szerzője, a legjelesebb francia költő... Verne egyik mentora, Victor Hugo előtt tiszteleg, az ő könyve a Verne-kor egyik bestseller-regénye. A Les Travailleurs de la mer (A tenger munkásai, 1866) könyvben egy munkás polippal csatázik, amelyet a kritikusok úgy vélnek, hogy az ipari forradalom jelképei. Vernét minden bizonnyal Hugo regénye befolyásolta a jelenet írásakor.
- A görögországi Matapan-foknál egy búvár kopogtat be a Nautilus ablakán. A Matapan-fok a görög szárazföldi területek legdélebbi pontja, a regény szerint viszont Kréta déli partjainál járunk: Megállapítottam a Nautilus irányát, s láttam, hogy Kréta szigete felé halad.[52] A búvár felbukkanásakor Nemo fokozza a földrajzi anomáliát: – Ne nyugtalankodjék – mondta a kapitány. – Nicolas volt, a Matapan-foki híres búvár. Úgy úszik, mint a hal. A Kikládokon mindenki ismeri őt.[52] A Kikládok (görögül Κυκλάδες [Kikládesz]) szigetcsoport az Égei-tenger középső részén, Krétától északra. Nemo ugyan nem azt állítja, hogy a Nautilus valamelyik Küklád szigetnél járna.
- További gond is akad a görög résszel. Nemo többször és határozottan deklarálja, hogy szakított az emberiséggel, a szárazfölddel, nincs tudomása az ott történő eseményekről. Azokban a napokban, amikor én a Nautilust üldöző Abraham Lincolnra szálltam, az egész sziget fellázadt a török önkényuralom ellen. De hogy mi lett a felkelés sorsa, arról semmit sem tudtam; Nemo kapitány mondhatta volna meg a legkevésbé, hiszen semmiféle kapcsolata sincs a világgal.[52] Ehhez képest Nemo találkozója Nicolassal előre megbeszélt helyszínen és időpontban történt. A búvár megjelenése után hatalmas mennyiségű aranyat szállítanak partra titokban Nemo emberei, vélhetően a szabadságharcot támogatandó.[22]
- Verne visszatért a törvényen kívüli tengeralattjáró kapitány témájához A francia zászló (Face au drapeau, 1896) regényében. A regény fő gonosza, Ker Karraje egyszerűen gátlástalan kalóz, kizárólag személyes haszonszerzés céljából jár el, teljesen nélkülözve azokat az emberi tulajdonságokat, amelyek Nemo kapitánynak némi nemességet adtak. Nemo-hoz hasonlóan Ker Karraje is "házigazdát" játszik a kéretlen francia vendégeknek, de, ellentétben Nemóval, akinek sikerül minden üldözőt elkerülnie, Karraje bűnözői karrierjének és életének véget vet az egyéni hősiesség és a nemzetközi összefogás. Érdekes hasonlóság, hogy Karraje búvóhelye egy vulkán belseje, ahogy Nemo szénbányája is egy kialudt vulkánnál található, ahová a Nautilus behajózik.[53]
- Verne több regényében is "eltünteti" az ismeretlen, általa kitalált tudományos megoldást. Nemo Nautilusa odavész, Robur Albatros és Rém repülői lezuhannak és megsemmisülnek, a A gőzház felrobban.
- Verne posztumusz megjelent regénye, a A Jonathan hajótöröttei leszámol az anarchista elvvel, ám a regény jó részét Verne fia, Michel Verne írta.
- Nemo kapitány áramot vezetett a korlátba,[54] hogy távol tartsa a pápuákat. Hasonlóan jár el báró Gortz Rudolf a Várkastély a Kárpátokban, ő a felvonóhíd láncába vezet áramot.
- Arthur Rimbaud-t ez a regény is inspirálta a Részeg hajó megírására.[55]

## Alphonse de Neuville ésÉdouard Riouillusztrációi
A képek az első francia illusztrált kiadás képei, metszetei. A magyar kiadások nyomdai okok miatt hagytak ki önkényesen képeket. A képaláírások a Franklin Irodalmi és Nyomdai Rt. (194?) hatodik képes kiadásából származnak betűhűen.

### Első rész

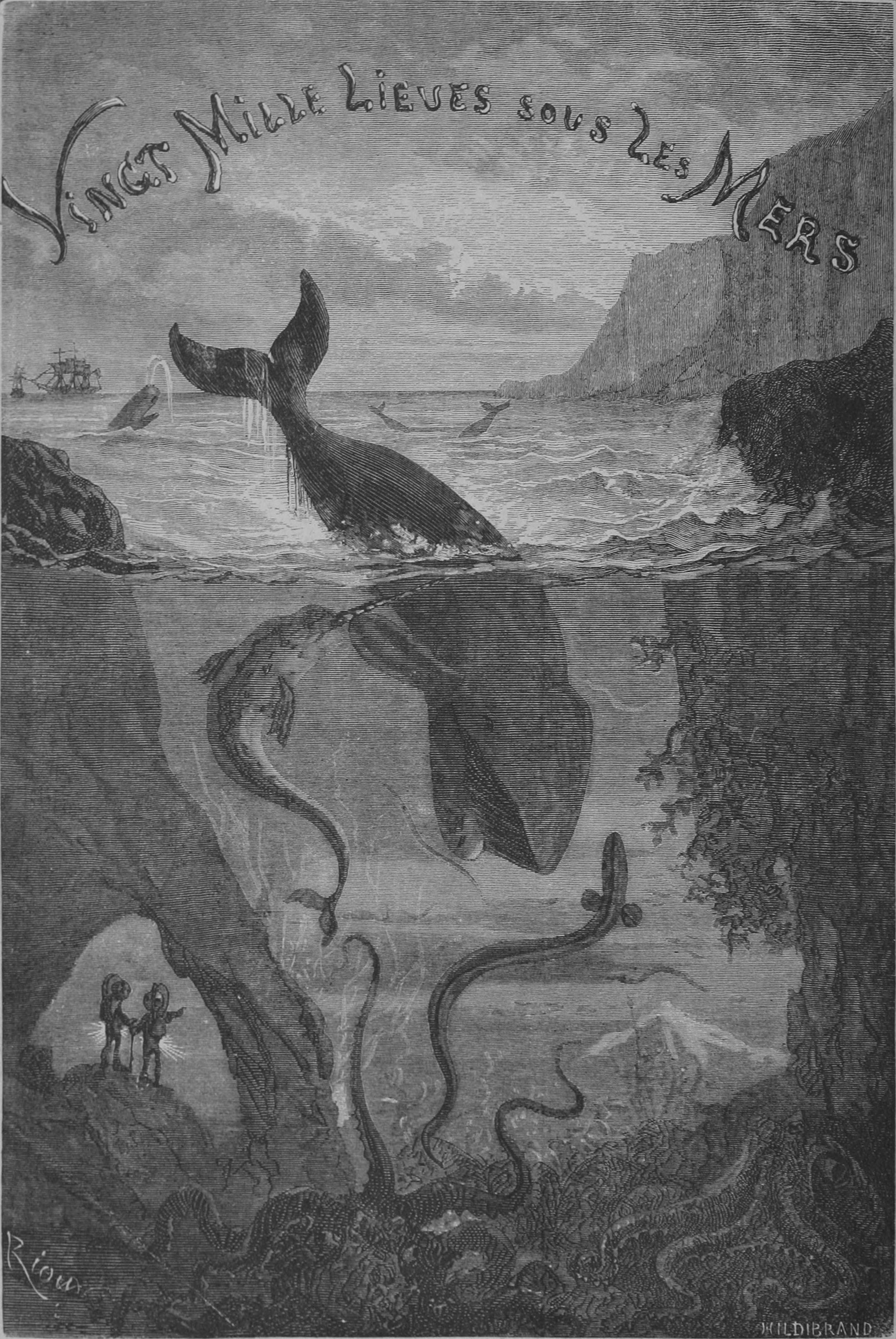
A könyv francia kiadásának címlapja.
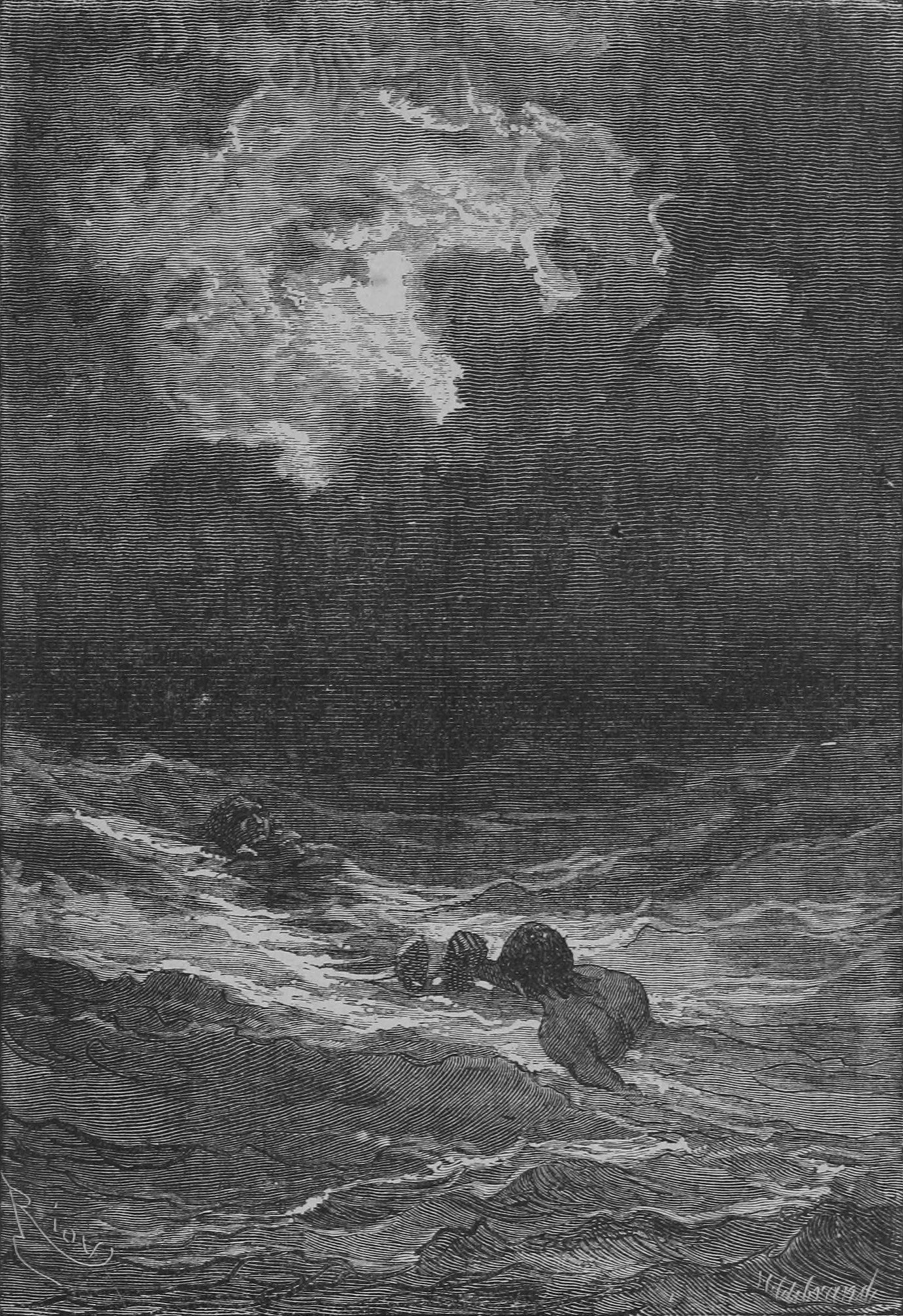
Sötét éjben a mélységben.
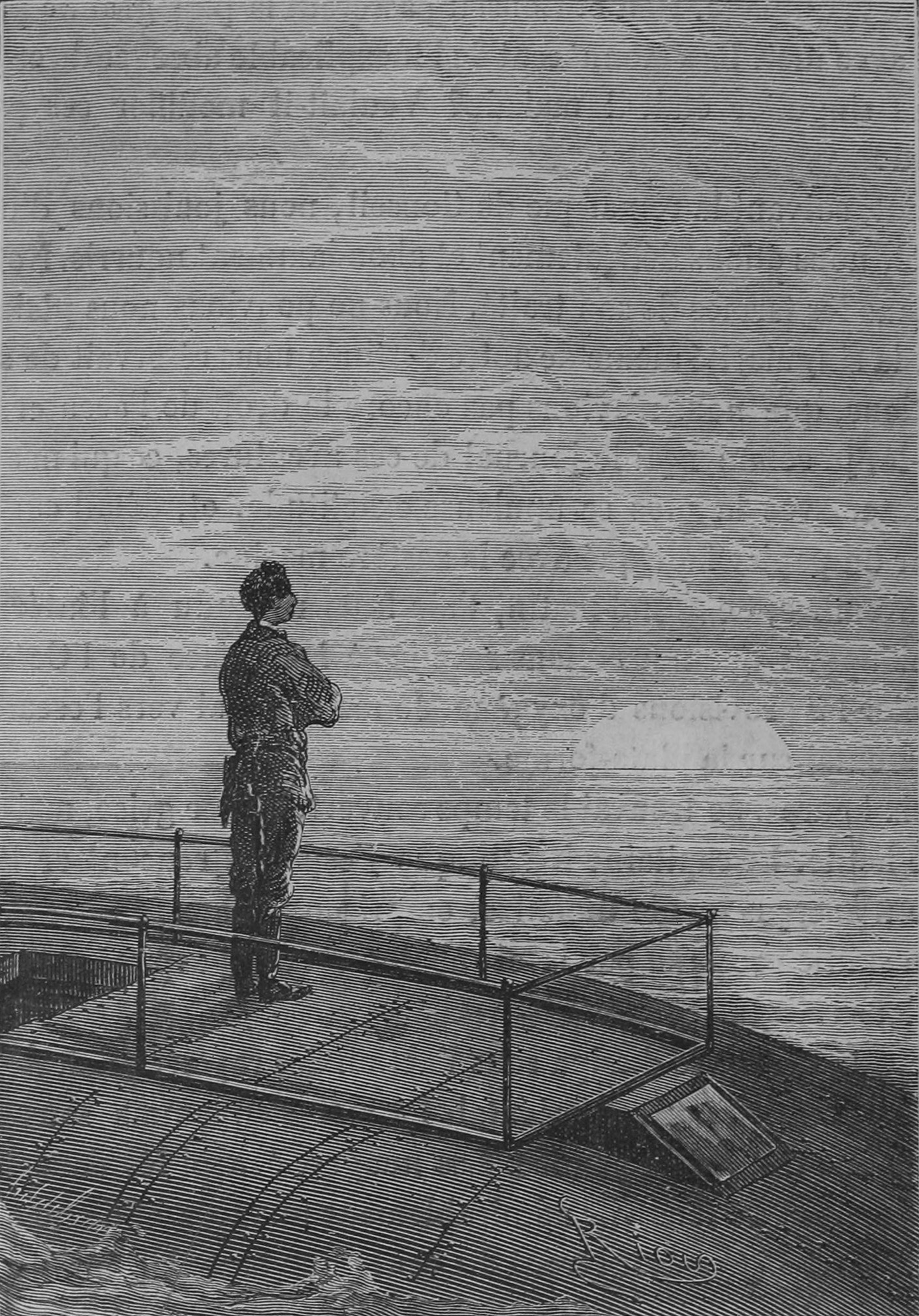
A Nap éppen fölkelőben volt s lángba borítá az óceánt...
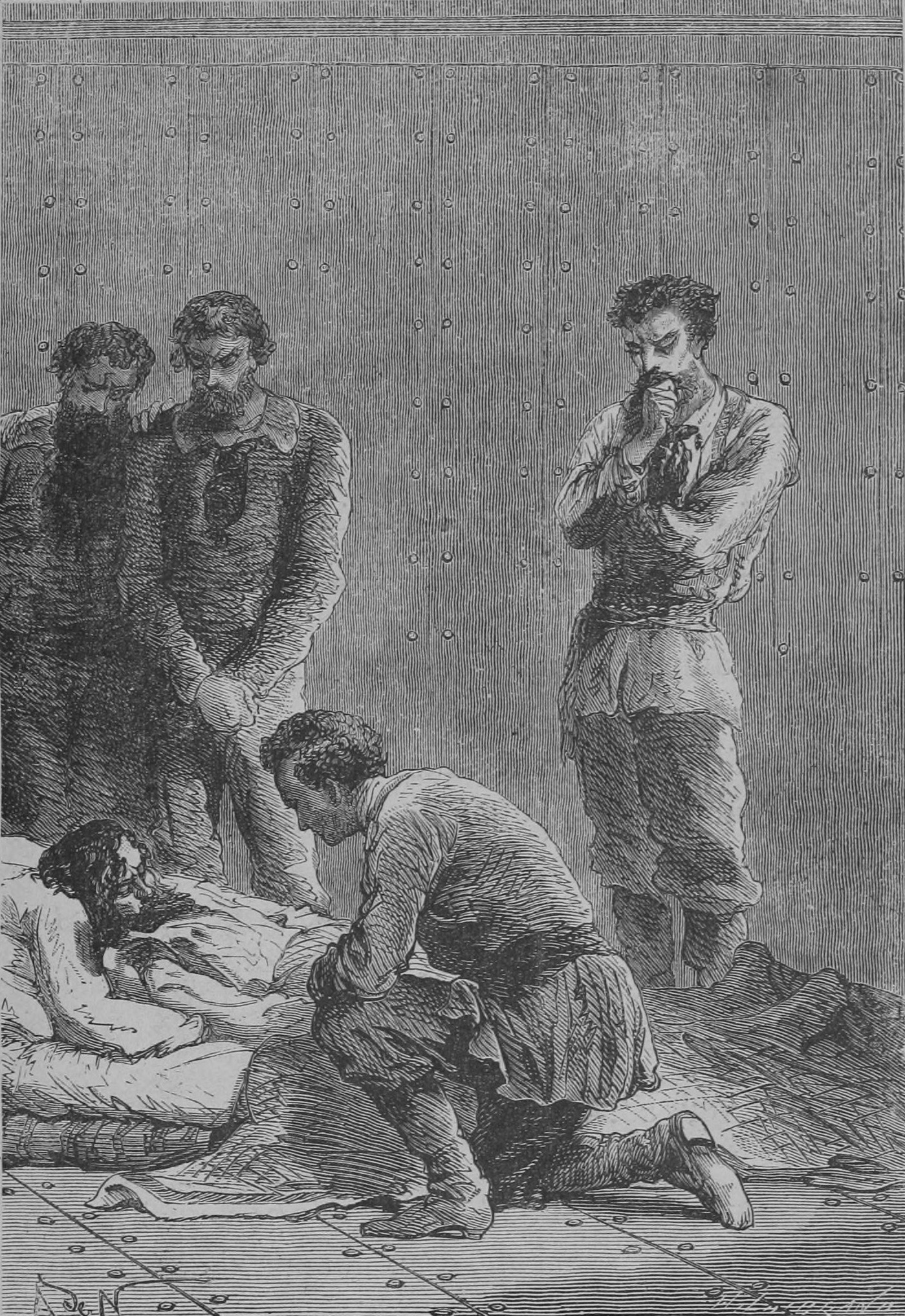
Egy óránál nem élhet tovább.

### Második rész

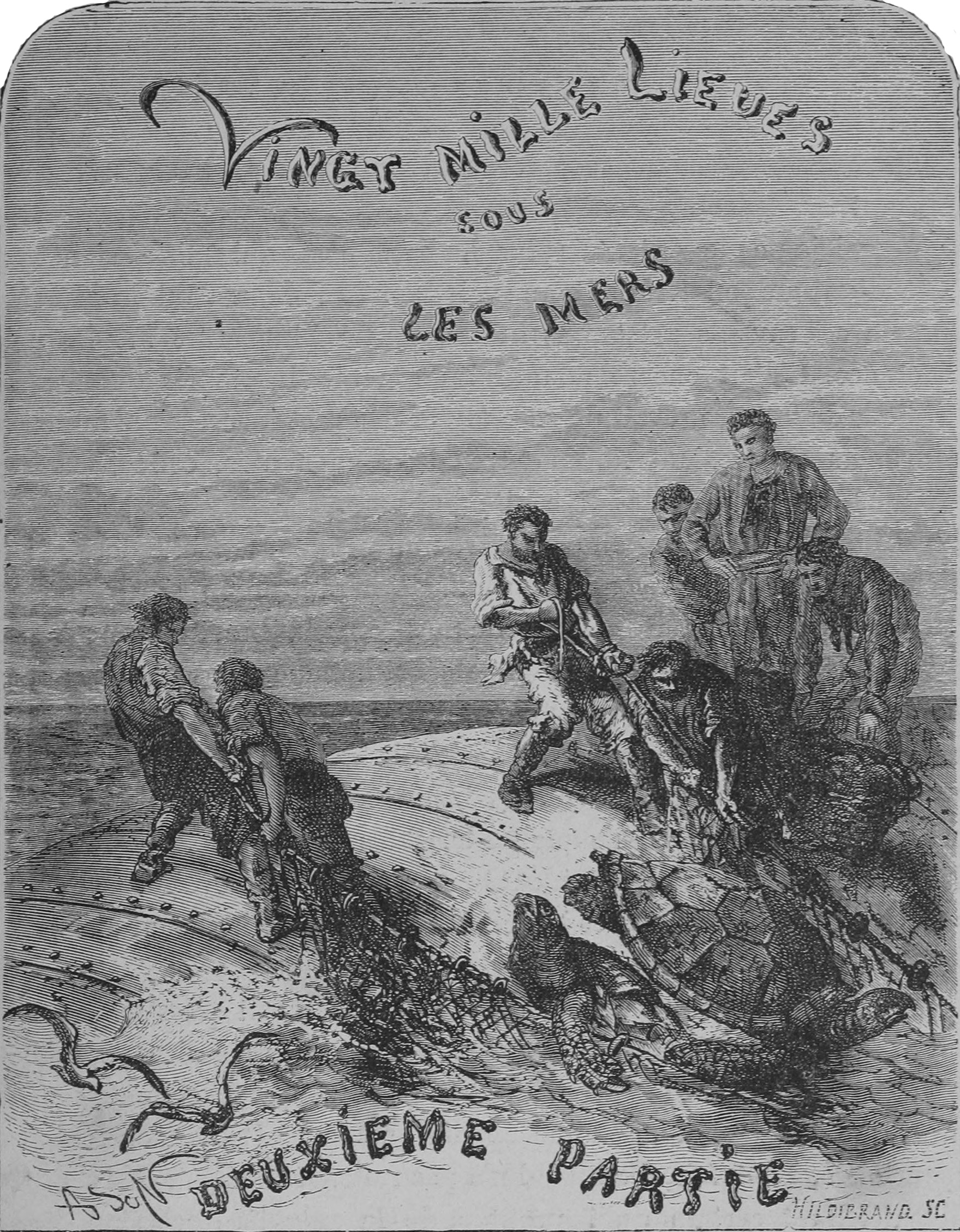
A második rész címlapja
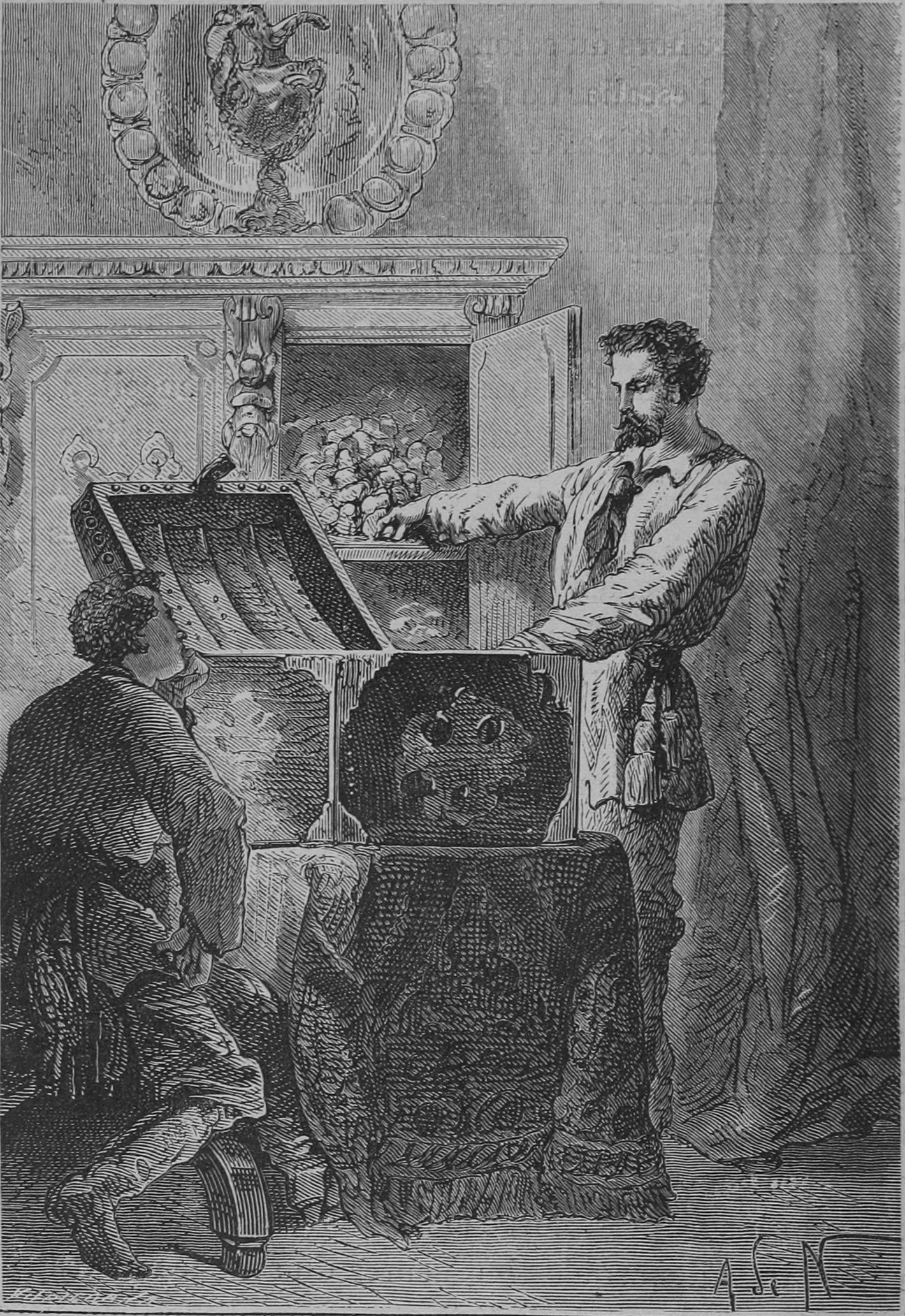
A szekrény aranyrudakkal volt tele.
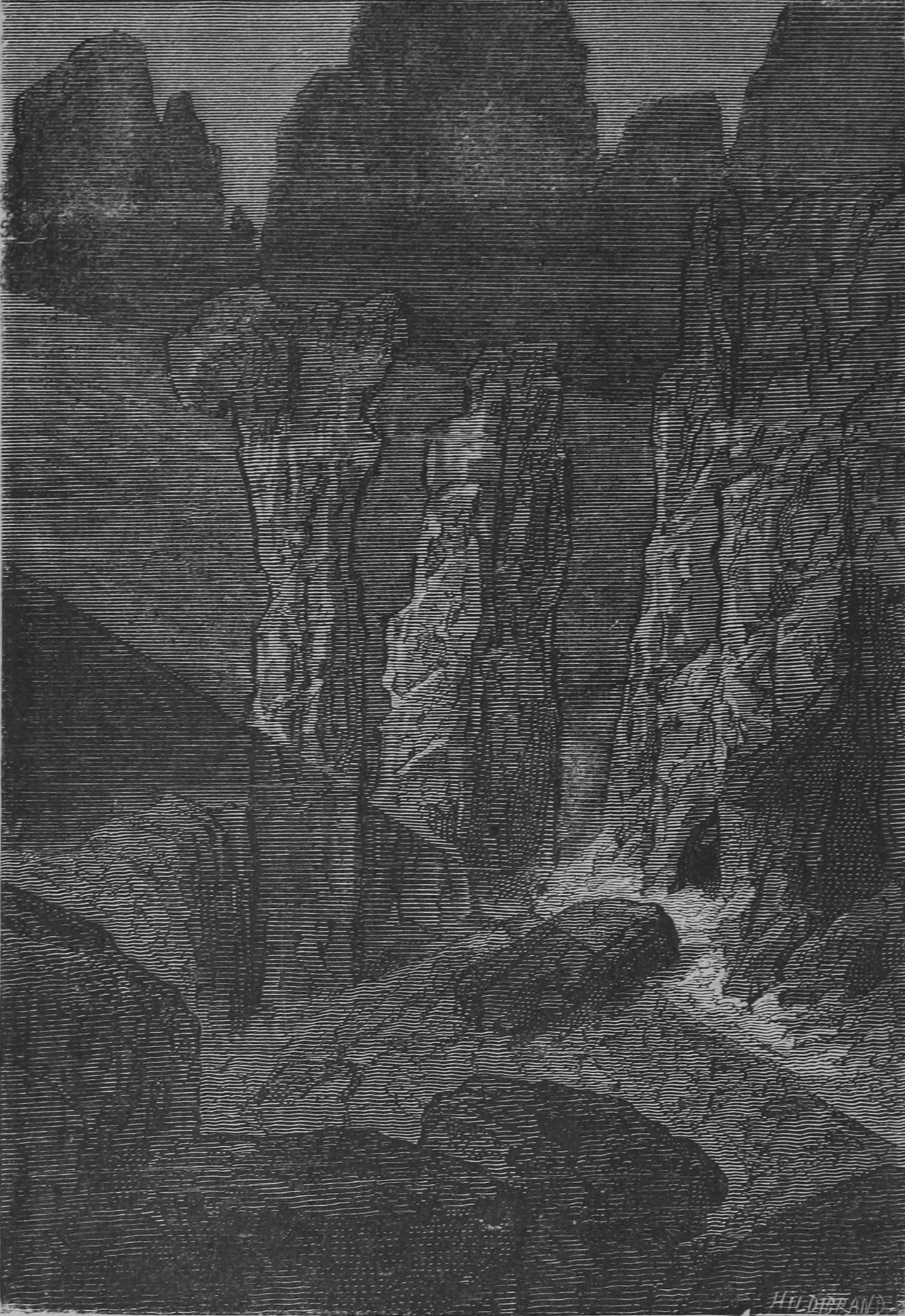
Néhány perc alatt megvolt a tenger-fenék fényképe.
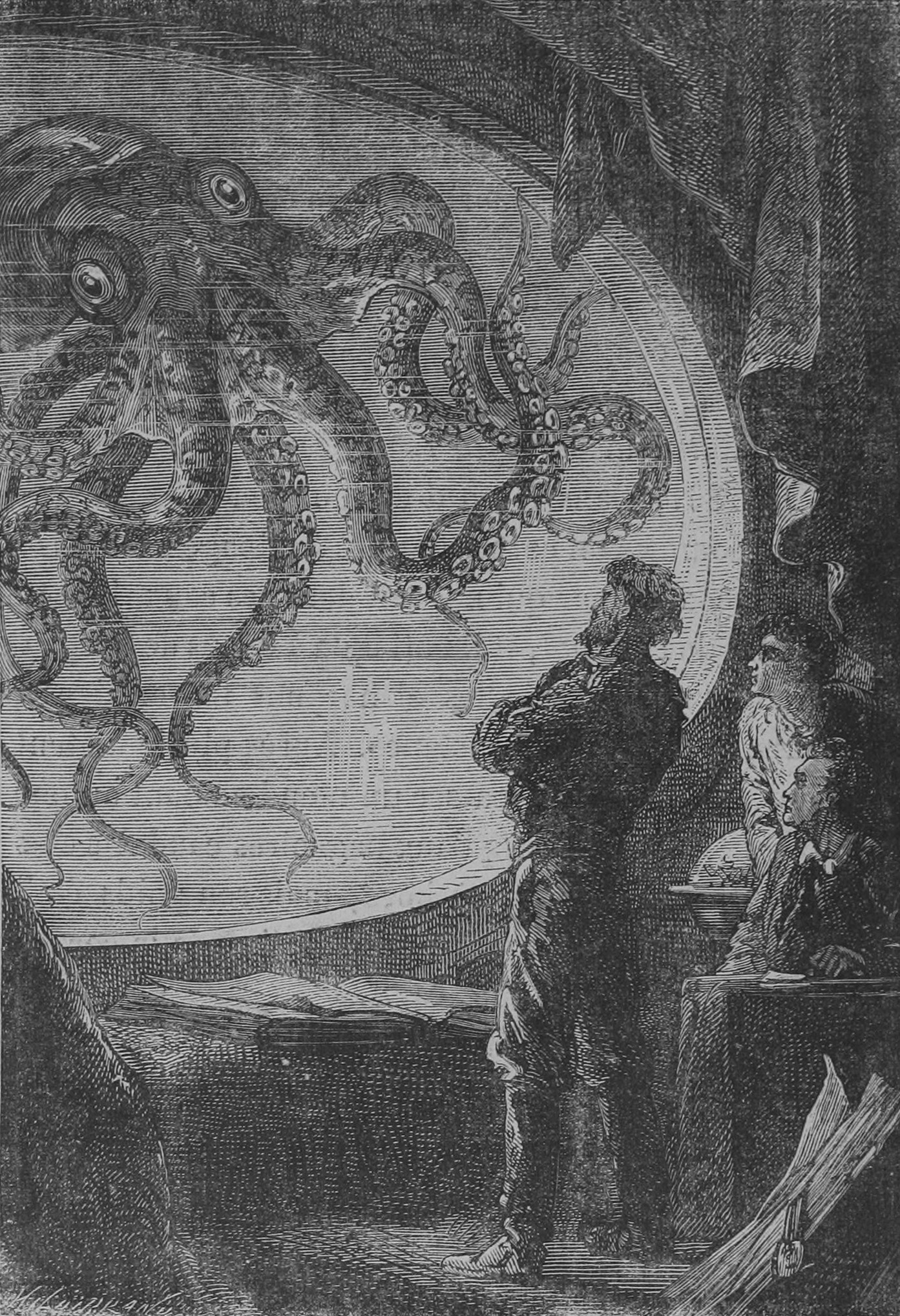
Óriási nagyságú kalmár volt.

## Magyar kiadások
A felsorolás az Országos közös katalógus és könyvtárközi kölcsönzés adatai alapján készült. Az ISBN adatok forrása: Jules Verne: Nemo kapitány (moly.hu).
- Utazás a tenger alatt, Budapest, Franklin-Társulat, 1875, 1898, 1906, 1924, 1943, fordította: Szász Károly, illusztráció: Henri Théophile Hildibrand
- Húszezer mérföldnyire a tenger alatt, Budapest, Eisler, 1891, 1900, fordította: Zempléni P. Gyula, a Verne Gyula összegyűjtött munkái sorozatban jelent meg
- Nemo kapitány, tenger alatt a világ körül, Bratislava, Csehszlovákiai Magyar Kiadó, 1954, készült a csehszlovák-magyar közös könyvkiadás keretében, illusztrálta: Bokros Ferenc, közreműködött: Riou, közreműködött: De Neuville, fordította: Kilényi Mária, közreműködött: Hildibrand
- Nemo kapitány, tenger alatt a világ körül, Budapest, Ifjúsági Kiadó 1954, készült a román-magyar közös könyvkiadás keretében, illusztrálta: Bokros Ferenc, közreműködött: Riou, közreműködött: De Neuville, fordította: Kilényi Mária, közreműködött: Hildibrand
- Nemo kapitány, Budapest Móra Ferenc Ifjúsági Könyvkiadó, 1954
- Nemo kapitány tenger alatt a világ körül, Budapest Ifjúsági Kiadó, 1955, illusztrálta: Bokros Ferenc, közreműködött: Riou, közreműködött: Neuville, fordította: Kilényi Mária, közreműködött: Hildibrand
- Nemo kapitány, tenger alatt a világ körül, Budapest Ifjúsági Kiadó, 1956, fordította: Kilényi Mária, az Iskolai könyvtár sorozatban jelent meg.
- Nemo kapitány, tenger alatt a világ körül, Budapest, Móra Kiadó, 1961, román-magyar közös kiadás, fordította: Hildibrandt,  fordította: Kilényi Mária, illusztrálta: Bokros Ferenc Riou után, a Jules Verne művei sorozatban jelent meg
- Nemo kapitány, tenger alatt a világ körül, Budapest Móra Kiadó 1964, 1966 fordította: Kilényi Mária, illusztrálta: Bokros Ferenc Riou, Hildibrand és De Neuville nyomán, a Jules Verne művei sorozatban jelent meg
- Nemo kapitány, tenger alatt a világ körül, Bratislava, Szlovák Szépirodalmi Kiadó, 1966, csehszlovák-magyar közös kiadás, fordította: Kilényi Mária, illusztrálta: Bokros Ferenc, a Jules Verne művei sorozatban jelent meg
- Nemo kapitány, tenger alatt a világ körül, Bratislava, Madách Kiadó, 1975, csehszlovák-magyar közös kiadás, fordította: Kilényi Mária, illusztrálta: Gazdag Sándor
- Nemo kapitány tenger alatt a világ körül, Budapest, Móra Kiadó, 1975, ISBN 9631103269 román-magyar közös kiadás, illusztrálta: Gazdag Sándor, fordította: Kilényi Mária
- Nemo kapitány, Budapest, Móra Ferenc Ifjúsági Könyvkiadó, 1978 ISBN 9631114635, 1981 ISBN 9631129500, fordította: Kilényi Mária, illusztrálta: Gazdag Sándor
- Nemo kapitány, tenger alatt a világ körül,  Bukarest, Kriterion, 1988, ISBN 9631162222, fordította: Kilényi Mária, illusztráció: Domokos Péter, magyar-román közös kiadás
- Nemo kapitány, tenger alatt a világ körül Budapest, Gulliver, 1994, ISBN 9637447954, fordította: Kilényi Mária
- Nemo kapitány, Pécs, Alexandra, 1996, ISBN 9633670934, fordította: Kilényi Mária
- Nemo kapitány, Budapest, Új Ex Libris Könyvkiadó,  1998, 2002, ISBN 9639370533, fordította: Oláh Erzsébet, szerkesztő: Sarkadi Péter, a Klasszikus ifjúsági regénytár sorozatban jelent meg
- Nemo kapitány, tenger alatt a világ körül, Budapest, Unikornis, 1999, fordította: Kilényi Mária, sajtó alá rendezte: Majtényi Zoltán, illusztrálta: Fabó Attila László, ISBN 9634273513, a Jules Verne összes művei sorozatban jelent meg
- Nemo kapitány, tenger alatt a világ körül Budapest, Holnap, 1999, 2001, fordította: Kilényi Mária, illusztrálta: Bokros Ferenc
- Nemo kapitány, tenger alatt a világ körül, Beograd, Zavod za ud, 2004, fordította: Kilényi Mária, illusztrálta: Lebovi
- Nemo Kapitány, tenger alatt a világ körül, Üllő, Regun, [200?], [2007], ISBN 9789637459610 Jules Verne ; Kilényi Mária fordítása alapján átdolgozta Fenyő Áron, a Jules Verne összes átdolgozott műve és a Regun ifjúsági könyvtár sorozatokban jelent meg
- Nemo kapitány, tenger alatt a világ körül, Budapest, Népszabadság Kiadóvállalat, 2008, ISBN 9789639709669, fordította: Kilényi Mária, a Népszabadság könyvek sorozatban jelent meg
- Nemo kapitány, tenger alatt a világ körül Budapest, Holnap, 2009, 2012, 2016, 2019, ISBN 9789633491560, fordította: Kilényi Mária, az Ifjúsági könyvek sorozatban jelent meg
- Nemo kapitány, Pécs, Alexandra, 2010, átdolgozta: Lisa Church, illusztrálta: Dan Andreasen illusztrációival, fordította: Csonka Ágnes, a Klasszikusok könnyedén sorozatban jelent meg
- Nemo kapitány, Budapest, Ventus Libro, 2013, átdolgozta: Randall, illusztrálta: Catling, fordította: Medgyesy Zsófia, a Világhíres mesék sorozatban jelent meg
- Nemo kapitány, újrameséli Dave Eggers, Budapest, Kolibri, 2014, illusztrálta: Negrin, fordította: Gács Éva, a Meséld újra sorozatban jelent meg
- Nemo kapitány, Budapest, Napraforgó, 2015, 2017, 2018, 2019, átdolgozta: Consuelo Delgado, illusztráció: Francesc R., fordította: Wágner Mária, az Olvass velünk sorozatban jelent meg.

## Feldolgozások

### Filmadaptációk
- 1905 20,000 Leagues Under the Sea rövidfilm. Rendezte: Wallace McCutcheon.[56]
- 1907 20,000 Leagues Under the Sea, mozifilm. Rendezte: Georges Méliès. Főszereplők: Manuel Méliès és Georges Méliès[57]
- 1916 20,000 Leagues Under the Sea mozifilm. Rendezte: Stuart Paton. Főszereplők: Allen Holubar, Dan Hanlon és Edna Pendleton[58] Ez a változat figyelemre méltó John Ernest Williamson valódi víz alatti felvételei miatt, ez az egyik legkorábbi víz alatt forgatott film felvétel.
- 1954 A Némó kapitány színes, szélesvásznú amerikai kalandfilm, rendezője Richard Fleischer, a főszerepeket James Mason (Nemo kapitány), Kirk Douglas (Ned Land), Paul Lukas (Aronnax professzor) és Peter Lorre (Conseil) játszották. Ez volt a Walt Disney Pictures stúdió és a Walt Disney Productions vállalat első tudományos-fantasztikus filmje. Producere maga Walt Disney volt.
- 1969 Nemo kapitány és a víz alatti város, Nemo szerepében Michael Caine.
- 1969 Captain Nemo and the Underwater City mozifilm. Rendezte: James Hill. Főszereplők: Robert Ryan, Chuck Connors és Nanette Newman.[59]
- 1973 20,000 Leagues Under the Sea, rajzfilm. Rendezők: Jules Bass és Arthur Rankin. Főszereplő: Bernard Cowan.[60]
- 1973 L'isola misteriosa e il Capitano Nemo, mozifilm. Főszerepben Omar Sharif.
- 1974- The Undersea Adventures of Captain Nemo 77 részes tévésorozat, az utolsó epizód készítési időpontja ismeretlen. Főszereplők: Len Carlson és Billie Mae Richards.[61]
- 1975 Капитан Немо, két részes mozifilm. Rendezte: Vasili Levin és Edgar Smirnov. Főszereplők: Vladislav Dvorzhetskiy, Yuri Rodionov és Mikhail Kononov[62]
- 1978 A csodálatos Nemo kapitány, amerikai kalandfilm José Ferrer.
- 1985 20,000 Leagues Under the Sea, rajzfilm. Rendező: Warwick Gilbert. Főszereplők: Tom Burlinson, Colin Borgonon és Paul Woodson.[63]
- 1990 A varázskő ereje című anime sorozat nagyrészt a Húszezer mérföld a tenger alatt cselekményre épült.
- 1997 20,000 Leagues Under the Sea, mini TV-sorozat. Főszereplők: Michael Caine, Patrick Dempsey és Mia Sara[64]
- 1997 Nemo kapitány, tévéfilm. Rendezte: Michael Anderson. Főszereplők: Richard Crenna Ben Cross és Julie Cox[65]
- 2004 20,000 Leagues Under the Sea, tévéfilm. Rendezte: Scott Heming. Főszereplők: Jennifer Andrews Anderson, Nils Haaland és Michael Hartig[66]
- 2007 30,000 Leagues Under the Sea, videó. Rendezte: Gabriel Bologna. Főszereplők: Lorenzo Lamas, Sean Lawlor és Natalie Stone.[67]

### Magyar képregények[68]
| Magyar cím                    | Forgatókönyv      | Rajz           | Közlés helye | Közlés ideje                  | Folytatások száma | Össz. oldal | Képek száma | Típus, megjegyzés |
| ----------------------------- | ----------------- | -------------- | ------------ | ----------------------------- | ----------------- | ----------- | ----------- | ----------------- |
| 20.000 mérföld a tenger alatt | Sebők Ferenc      | Szemere Antal  | Tábortűz     | 1958. 24. – 1959. 12.         | 13                | 49          | 144         | fekete-fehér rajz |
| Nemo kapitány                 | László Gyula      | Zórád Ernő     | Népszabadság | 1964. 03. 22. – 1964. 09. 20. | 27                | 27          | 127         | fekete-fehér rajz |
| Nemo kapitány                 | Cs. Horváth Tibor | Fazekas Attila | Füles        | 1984. 41. – 1985. 9.          | 21                | 42          | 228         | fekete-fehér rajz |